# 2014年ウクライナでの親ロシア派騒乱
2014年ウクライナでの親ロシア派騒乱（2014ねんウクライナでのしんロシアはそうらん、英: 2014 pro-Russian unrest in Ukraine）は、2014年2月末からウクライナ東部と南部の主要都市で親ロシア派の反政府グループが起こした一連のデモ活動。ユーロマイダン運動と尊厳の革命の余波で起こった。
「ロシアの春(ロシア語: Русская весна)」としても知られる騒乱初期段階に、ウクライナ領土のクリミアがロシアの軍事介入を経てロシアに併合されるも、その是非を問うクリミア住民投票は国際的に（国際連合総会決議68/262に基づいて）批判された。ドネツィク州とルハーンシク州での抗議行動は、武装した親露派分離主義による反乱（ドンバス戦争）へと激化していった。2014年半ば以降は、ハルキウ、オデッサ、キーウ、マリウポリなどドンバス戦闘区域の外側にある都市が、親ウクライナ統一組織を標的とした爆撃に見舞われた。ウクライナ南部と東部にわたる統治を維持するため、政府は「テロ対抗作戦(ATO)」を立案し、この騒乱を鎮圧するべく軍隊を派遣した。

## 背景
ウクライナは、2013年11月21日にビクトル・ヤヌコビッチ大統領が欧州連合(EU)との連合協定への署名を拒否した時に、騒乱に見舞われるようになった。「ユーロマイダン」で知られる組織的な政治運動は、EUとの緊密な関係とヤヌコビッチの退陣を要求した。最終的にこの運動は成功して2014年2月の革命で最高潮に達し、ヤヌコビッチとその政権を退陣させた。しかし、ヤヌコビッチと彼の地域党を支持する伝統的地盤であるウクライナ南部の一部の人達（大部分がロシア語話者）はこの革命を認めず、ロシアとの緊密な関係を支持して抗議を始めた。クリミアではウクライナを離脱してロシア連邦への加盟を支持する様々なデモが行われ、2014年クリミア危機へとつながった。
3月1日、ウクライナ東部の様々な州にある州庁舎が、親ロシア派活動家によって一時的に占拠された。地元警察とウクライナ保安庁(SBU)の部隊が建物を奪還したことで、全ての占拠が3月11日までに決着した。ドネツィクでは、親ウクライナ派抗議者が刺殺された3月13日などに、抗議行動が幾度も暴動へとエスカレートした。ハルキウでは、アンチマイダンの抗議者が市内の右派セクター本部を攻撃した3月15日の夜に、ウクライナの愛国者 (Patriot of Ukraine) という武装団がアンチマイダンの抗議者と通行人を殺害した。
抗議参加者の中には、ウクライナにいる親露派活動家の取り組みを支援するため国境を越えて来たロシア市民が含まれていた。ドネツィク州知事は、ドネツィクでの集会にはクリミアからやって来た元受刑者などが含まれていると発言した。ウクライナの警察および国境警備隊は、3月4日-25日までにロシア人8,200人以上のウクライナ入国を拒否した。3月27日、国家安全保障・国防会議のアンドリー・パルビー議長は毎日500-700人のロシア人が入国を拒否されていると述べた。
4月17日、ウラジーミル・プーチンとの第12回直接電話会談中に、クリミアでのロシア連邦軍起用はクリミア自警団に帯同するとロシア大統領によって宣言されたが、ロシアの特殊部隊がウクライナ東部で騒乱を煽っているというウクライナ政府、EU、米国の主張を彼は否定した。

### ウクライナの世論
ウクライナ全域でロシアとの連合に対する支持を調べた2014年2月8-18日のキーウ国際社会学研究所(KIIS)による世論調査では、回答者全体の12%がロシアとの連合を支持していることが判明した。調査した4地域の回答の68.0%が、ウクライナは独立したままでロシア=ウクライナ間の友好関係が維持されるべきだとする意見に同意した。
ロシア=ウクライナ間の連合に対する支持は、以下の特定地域でとりわけ高いことが判明した。
- 41.0% クリミア
- 33.2% ドネツィク州
- 24.1% ルハーンシク州
- 24.0% オデッサ州
- 16.7% ザポリージャ州
- 15.1% ハルキウ州
- 13.8% ドニプロペトロウシク州

共和党国際研究所（米国のシンクタンク）が3月14日-26日に実施した世論調査では、ウクライナ南部・東部で世論回答した26-27%がユーロマイダンの抗議行動をクーデターと見なした。ロシア語話者が圧力や脅威にさらされていると感じたのは、ウクライナ東部で回答者の5%に過ぎなかった。ロシア系民族の43%が、ウクライナのロシア語話者市民を保護するために軍隊を派遣するロシア連邦の決定を(明確に又はどちらかと言えば)支持した。

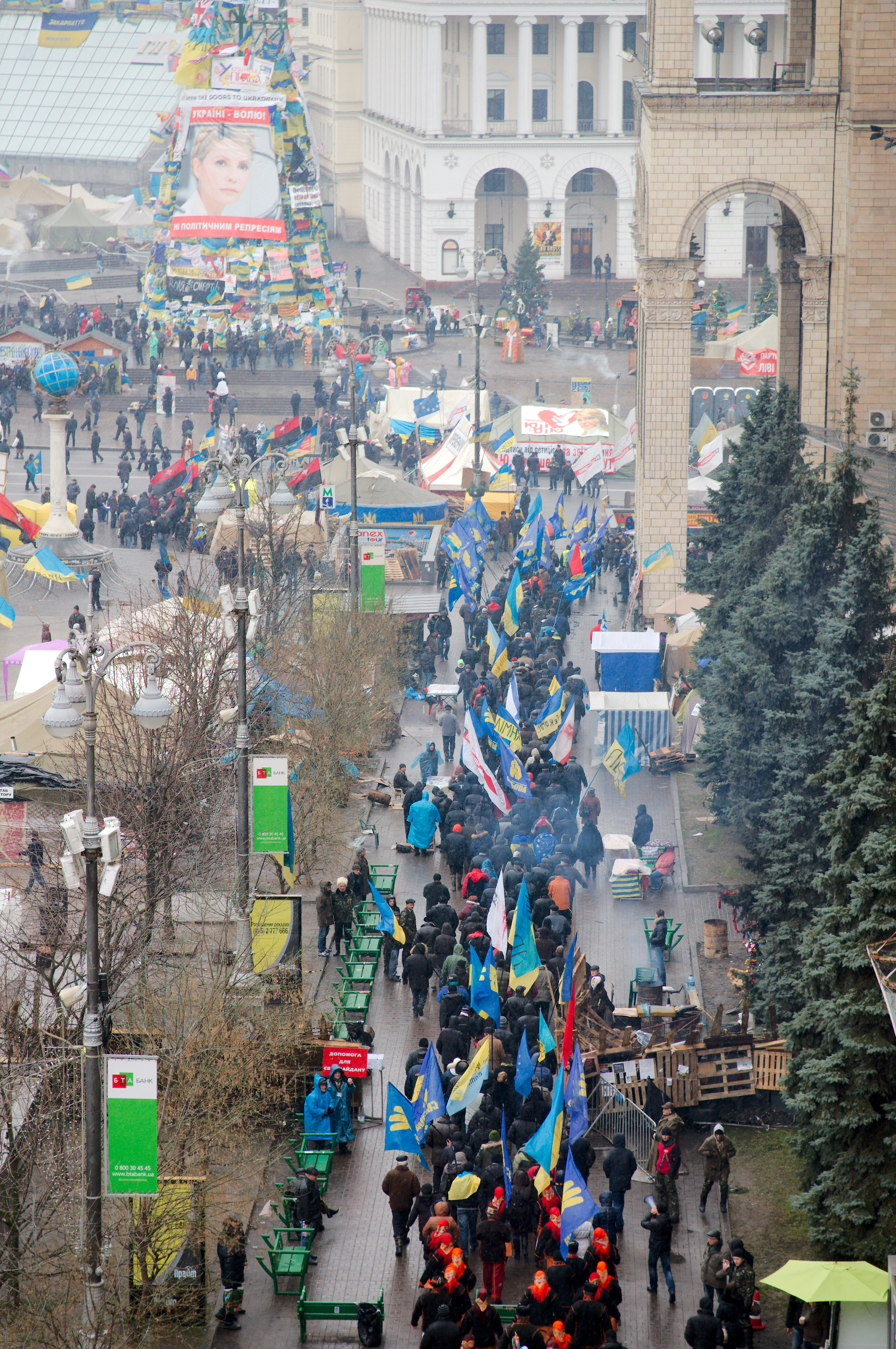
キーウでのユーロマイダンのデモ行動、2014年1月

この世論調査では、ウクライナ南部の22%および東部の26%が同国の連邦化という考えを支持した。南部の69%と東部の53%がウクライナを統一国家のままにすることを支持した。また、分離主義を支持したのは南部で2%および東部で4%に過ぎなかった。ウクライナ東部にいる回答者の59%がロシア主導の関税同盟に加盟したい意向で、EUへの加盟に賛成したのは22%に過ぎなかった。南部の回答者は37%が前者の関税同盟への加盟を好み、29%がEU加盟に賛成した。ウクライナ西部では世論回答者の90%がEUとの経済連合に加入することを望んでおり、ロシアが主導する関税同盟を支持したのは僅か4%だった。ウクライナ国民全体の世論では、34%が北大西洋条約機構(NATO)への加盟を支持し、44%が加盟に反対だった。ウクライナ東部とウクライナ南部でNATO加盟を支持したのは世論回答者の14%と11%に過ぎず、ウクライナ東部では67%そしてウクライナ南部では52%が加盟に反対だった。ウクライナ東部にいる世論回答者の72%は国が間違った方向に向かっていると考えており、比較するとウクライナ西部ではその意見が36%に過ぎなかった。
社会調査・政策分析研究所(Institute of Social Research and Policy Analysis)によって実施された世論調査は、ドネツィク住民のアイデンティティを分析した。分離主義に対する支持は低いながらも、自身を「ウクライナ市民」と定義していたドネツィク住民の回答者は1/3を僅かに超えた程度で、過半数が「ウクライナのロシア語話者住民」や「ドンバスの住民」が望ましいとした。同じ世論調査にて、回答したドネツィク住民の66%はウクライナが統一国家のままを支持し、ロシアとの加盟を支持は18.2%、独立支持は4.7%だった。3月26-29日に実施された2回目の世論調査では、住民の77%が行政庁舎の占拠を非難し、そうした行動を支持したのは16%だった。さらに、ドネツク市民の40.8%がウクライナ結束に向けた集会を支持し、親ロシア派集会の支持は26.5%だった。
4月8-16日にKIISが実施した別の世論調査では、大多数が抗議者による行政庁舎の占拠に不賛成だった。ウクライナ南部と東部にいる回答者の50%以上が、オレクサンドル・トゥルチノフ大統領の行動が違法だと考えていた。同地域の世論の大半が、違法な過激派集団の武装解除と解散が国家の結束を維持するのに重要だと確信していた。ウクライナ南部と東部では世論回答者の19.1%がウクライナは独立国家であるべきだという信念であり、45.2%は独立国家寄りで地方への権力分散もありうるとしたが、ロシアとウクライナはビザ制限のない開かれた国境を共有すべきとの意見が大半だった。8.4%はウクライナとロシアが単一国家に合併することに賛成だった。15.4%はロシア連邦加盟に向けて自分達の地域の分離を支持すると答え、24.8%はウクライナが連邦になることを支持した。世論回答者の大半が、ロシアについて魅力的なことは何も見いだせないと答えたが、経済的理由ではなく文化的理由からそう回答した。一般的にウクライナ南部と東部にいる世論回答者達は現在の政府と議会の正当性のことで意見が割れたものの、職席を追われたビクトル・ヤヌコビッチ大統領がこの国の法的な大統領ではないことに全地域の過半数が賛同した。ドンバスを除く全地域で、ユーロマイダン支持の政治家ペトロ・ポロシェンコに対する予備投票が圧倒的だった。

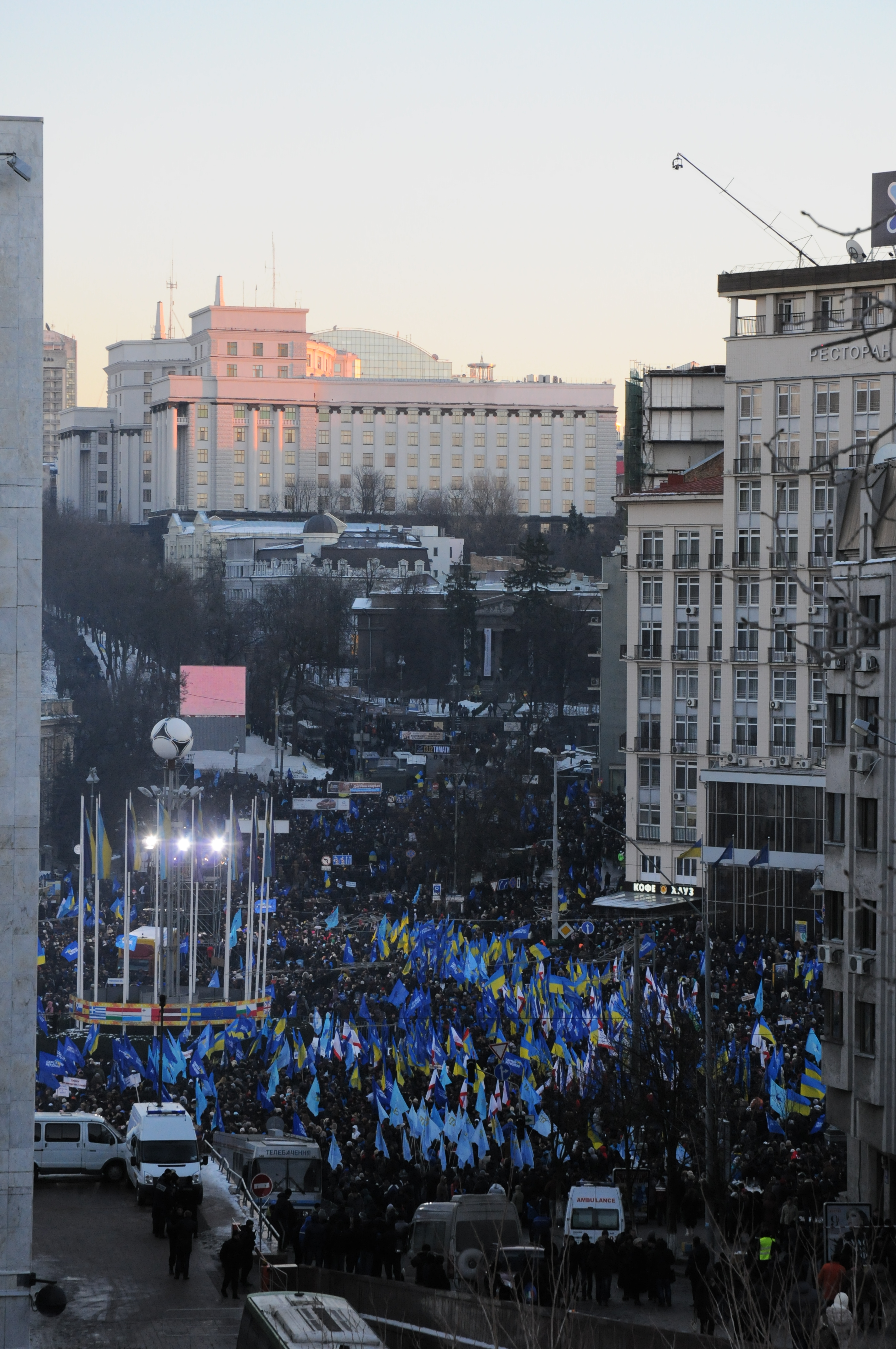
キーウでのアンチマイダン運動。2013年12月14日

ピュー・リサーチ・センターによって5月8日に発表された包括的世論調査は、この騒乱に関するウクライナとクリミアの意見を調べた。クリミア併合後で5月2日のオデッサ衝突 (2 May 2014 Odessa clashes) 前に行われた同調査では、西部住民の93%および東部住民の70% が、ウクライナが統一国家であり続けることを望んでいると回答した。3月16日のクリミアの地位に関する住民投票への国際的な批判にもかかわらず、世論回答したクリミア人の91%がこの投票は自由意志かつ公正なものだと考えており、88%がウクライナ政府はその結果を認識するべきだと答えた。

### アンチマイダン
ユーロマイダン革命中に、マイダンに反対する親ヤヌコビッチ派および親ロシア派の抗議者が自分達への支援に対して金銭を払っているとの報道が広く伝えられた。キーウ・モヒーラ・アカデミー国立大学の政治学者オレクシー・ハーランは「アンチマイダンの人達は金銭だけで成り立っている。政府がこの雇用を使って抵抗を引き起こしている。彼らは何ら損することがないだろう」と述べた。
ユーラシア青年連合という過激派のロシア人指導者オレグ・バクティヤロフは、政府庁舎の襲撃を支援するべく1人あたり500USドルで暴徒募集をかけていたとして逮捕された。4月13日、暴徒採用の担当者が襲撃への参加に500USドルを、建物占拠に約40USドルを支払っていることが判明した、とウクライナ内務省は述べた。金銭授受がある抗議者の報道は、地域党党員ボロディミール・ランディク、第一副首相ヴィタリー・ヤレマ、報道記者セルゲイ・レシチェンコ、および欧州安全保障協力機構(OSCE)発表の報告書によって裏付けられた。

### メディアの伝え方
ロシア側とウクライナ側では、デモ参加者の伝え方に大きな差異があった。ドネツィク州で政府庁舎を占拠した民兵は、ウクライナ政府と西側メディアから一貫して「分離主義者」「テロリスト」とのレッテルを貼られ、一方でロシアのメディアや当局者は「連邦の支持者」と呼んでいた。ロシア系メディアと民兵自身はキーウのウクライナ暫定政府（第一次ヤツェニュク政権）を同国の民族主義者ステパーン・バンデーラを引き合いに出して「バンデーラ軍事政権」と呼び、またファシストやナショナリスト呼ばわりした。ウクライナのメディアでは「コロラドハムシ」が親露派のデモ参加者や民兵に対する侮蔑的な言葉として使用された。ロシアのメディアでは、1968年のプラハの春や2010-11年のアラブの春を参照する形で、この相次ぐ一連の騒乱を「ロシアの春」として伝えるようになった。

## 時系列
詳細は、ウクライナでの親ロシア派騒乱のタイムライン (Timeline of the 2014 pro-Russian unrest in Ukraine) を参照。

## 各地の騒乱

### クリミア

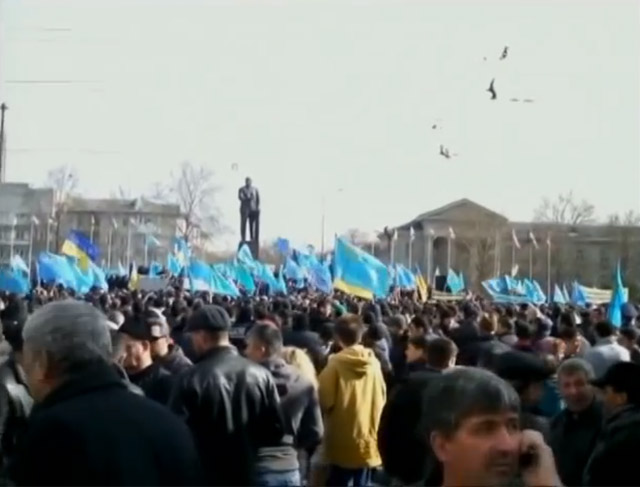
クリミアでの、クリミア・タタール人による親ウクライナ派デモ。2014年2月

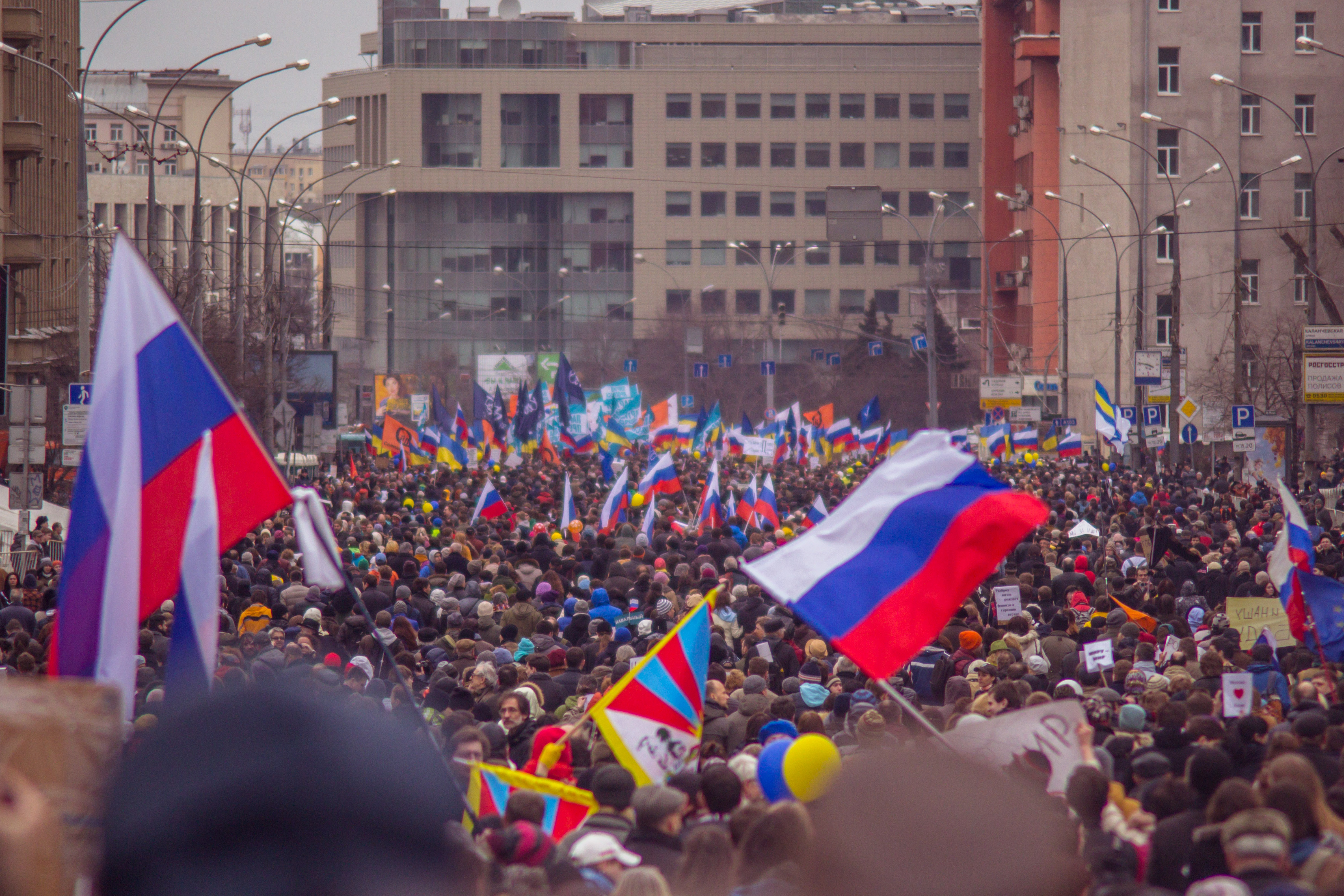
クリミア住民投票の前日、モスクワで「平和の行進」と名付けられた反戦抗議行動が行われた。2014年3月15日

2月26日より、親露派武装勢力（後にプーチン大統領によってロシア軍部隊であることが確認される）が徐々にクリミア半島を支配下に置くようになった。この間、ロシア連邦加盟の問題が住民投票にかけられ、その公式投票率は83%で是認票が96%という結果になったものの、これはウクライナ憲法および国際法に違反するとしてEU、米国、ウクライナ、クリミア・タタール人の当局者から非難された。3月17日、クリミア議会はウクライナからの独立を宣言し、ロシア連邦への加盟を要請した。3月18日、ロシアとクリミアはクリミア共和国およびセヴァストポリのロシア連邦加盟条約に調印した。3月21日にこの加盟条約が批准され、ロシア連邦を構成する新たな連邦管区の創設がロシア大統領の執行命令の下で実施された。国連総会は、拘束力はないもののこの住民投票が無効だとする決議を採択し、クリミアをロシアに編入したのは不法だと断じた。
4月1日までに約3,000人が併合後にクリミアから逃避しており、その80%をクリミア・タタール人が占めた。欧州安全保障協力機構(OSCE)の一団はイヴァーノ＝フランキーウシク州および チェルニウツィー州にて、クリミアからウクライナ西部に再定住した国内避難民を支援した。難民の数はクリミア・タタール人を主体に増え続け、5月20日までに国連難民高等弁務官事務所(UNHCR)は約1万人が避難したと語った。

### ドネツィク州
親ロシア派抗議者は、3月1日から6日にかけてドネツィク州庁舎を占拠し、その後ウクライナ保安庁によって排除された。ウクライナ政府によると、親露派武装勢力による州庁舎の占拠は「ロシア連邦で書かれた」ウクライナを情勢不安に陥れる「筋書き」の一環で、「明確なロシア語アクセントで話す各地域の過激派約1,500人」によって実行された。

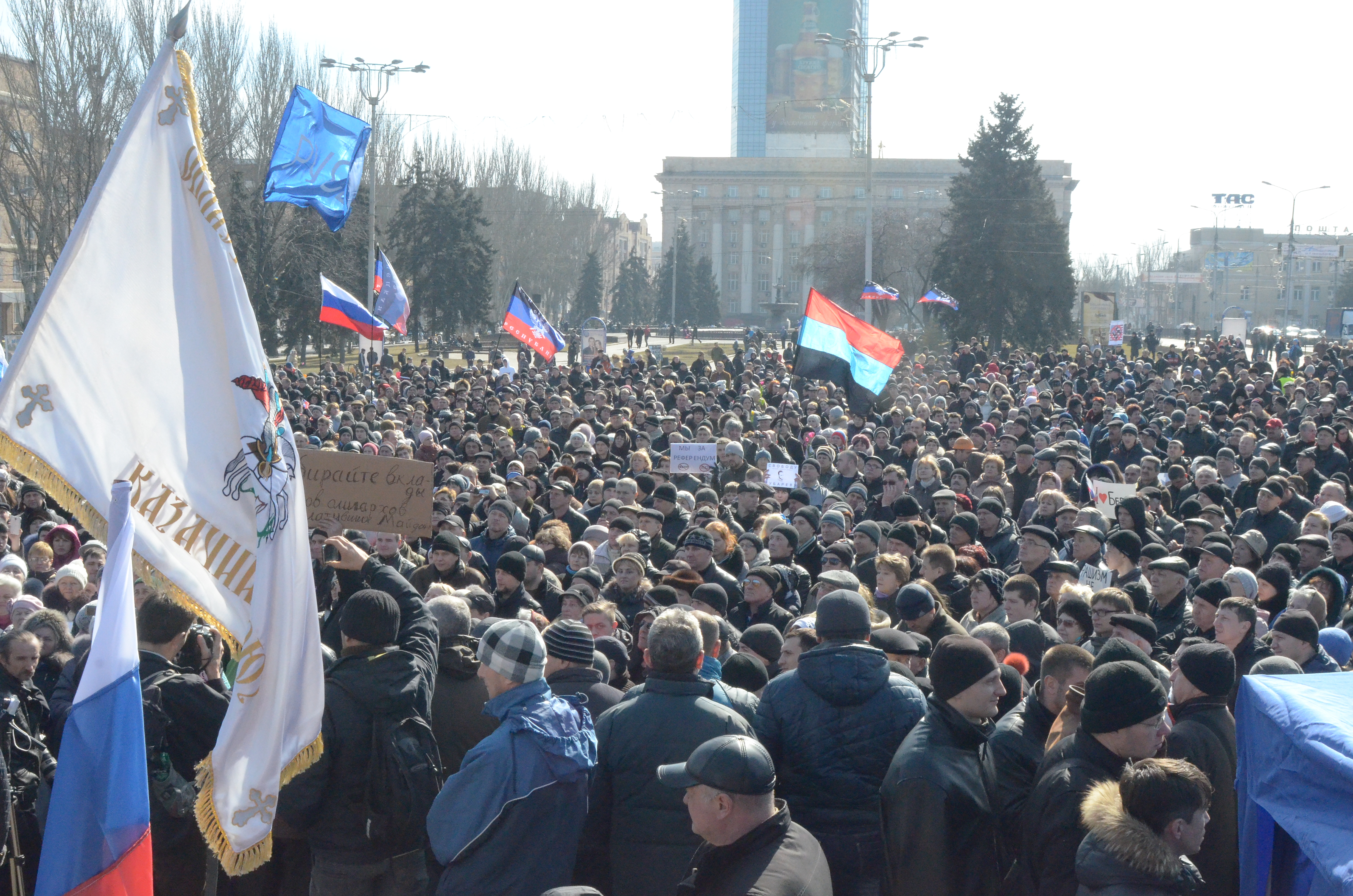
ドネツィクの親露派抗議者、2014年3月8日

3月13日、ドネツィクでマイダン支持派とアンチマイダン抗議者との激しい衝突が起きた。大規模なアンチマイダン抗議者の集団が、警察の非常線を突破して少人数のマイダン支持デモを攻撃するようになった。OSCEの報告書では、「警察部隊」が「マイダン支持の議会を守るための十分な措置を講ることに」失敗しており「アンチマイダンの抗議者が有利な形で扱われているのを観察できた」と書かれていた。現地のマイダン支持活動家がこの衝突中にアンチマイダン抗議者によって殺された。この暴動日の後、ドネツィクの住民は「自分達の安全を恐れて」マイダン支持の平和的なデモを組織しないことを決めたとOSCEに語った。
4月6日、親露派抗議者1,000-2,000人がウクライナからの独立に関するクリミア住民投票を推し進めるドネツィクの集会に参加した。その後、分離主義者200人と親露派抗議者が襲撃を仕掛けて州庁舎の1-2階を支配し、ドアや窓を壊した（日曜日で政府職員は勤務しておらず、庁舎内には警備員しかいなかった）。分離主義者はロシア加盟に対する国民投票を発表し、臨時議会が開かれなければ4月7日の正午に自分達が「人民政権」を形成して一方的な支配権（いわゆるドネツク人民共和国の創設）を宣言し、選出済みの評議員と国会議員全員を解任すると表明した。イタルタス通信によると、この宣言は一部の地方議員によって採択されたが、他の報道ではドネツィク市行政も市街区にある地方議会も、その議会に代表者を派遣しなかった。
4月6日、分離主義団体ドネツィク共和党の指導者らは、ドネツィク州が「ロシア連邦に加盟すべきかどうか」の住民投票を「2014年5月11日までに」実施する予定だと発表した。さらに、同団体の指導者らはロシアのプーチン大統領にロシアの平和維持部隊を地域に派遣するよう訴えた。この団体は2007年よりウクライナにいることを禁じられており、指導者のアンドレイ・パルギンは分離主義の容疑で数週間前に逮捕されていた。同州の政治的指導者は、ウクライナ進歩社会党の元党員で人民知事を自称するパヴェル・グバレフであるが、彼も分離主義の容疑で現在逮捕されている。
この行動に対し、ウクライナのオレクサンドル・トゥルチノフ大統領代行は同国東部地域の分離主義運動に対する大規模な対テロ作戦を開始すると宣言した。同日遅く、ドネツィクにあるウクライナ保安庁(SBU)事務所がSBUのアルファ部隊によって奪還された。トゥルチノフは、武器を置いて降伏すれば分離主義者に恩赦を与え、また地域への権限委譲の可能性を含む譲歩や、法律でのロシア語保護も打ち出した。ドネツィクにいる多くの人々が分離主義者の行動に不満を表明している。

#### 行政庁舎の占拠

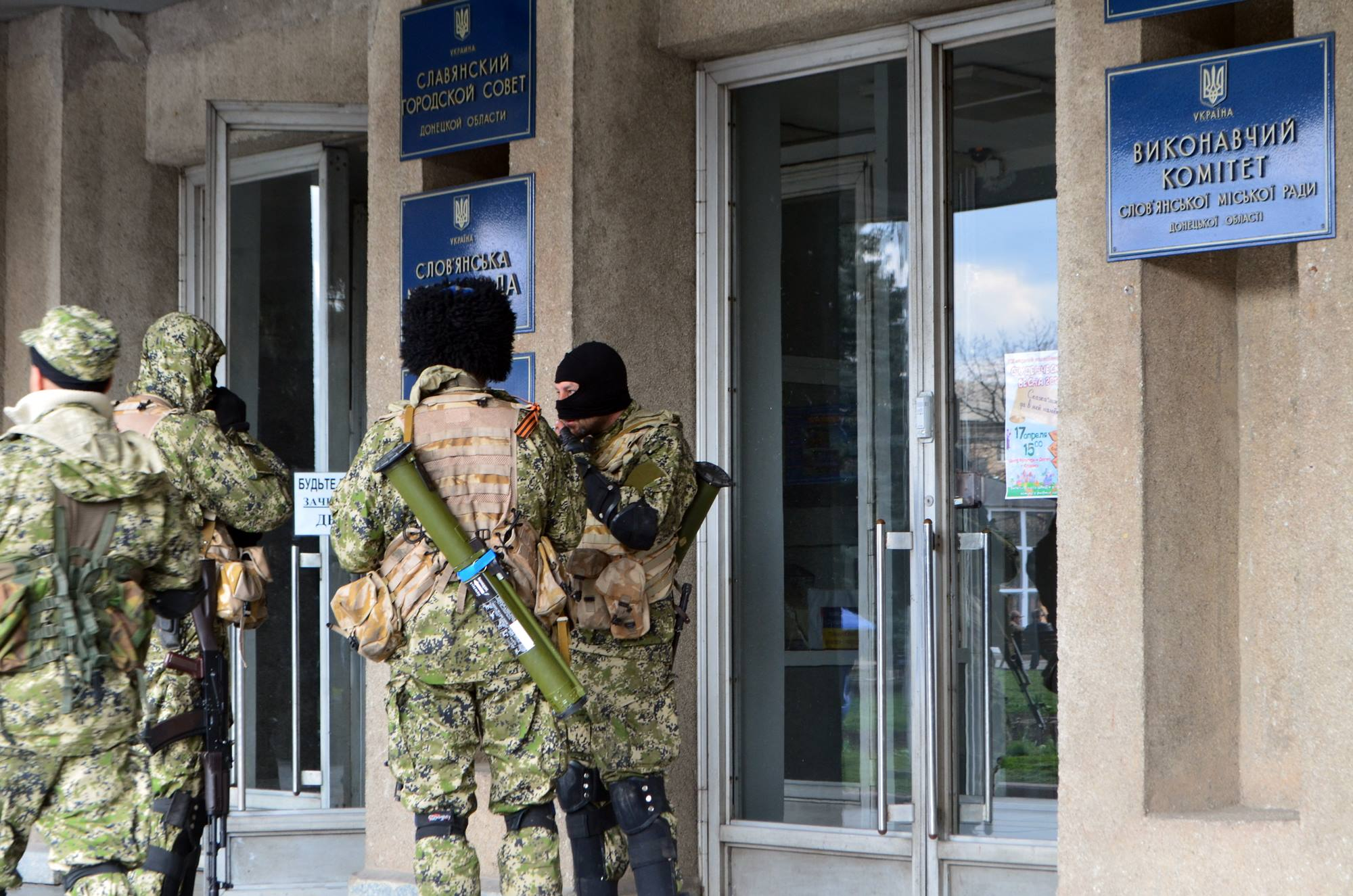
アサルトライフルとロケットランチャーで武装した覆面兵の支配下にあるスラビャンスク市議会

4月12日、クリミアで結成されロシア連邦保安庁の元将校イーゴリ・ギルキン率いる覆面武装集団が、ドネツィク州北部の都市スラビャンスクにある執行委員会の建物、警察署、SBU事務所を占拠した。ウクライナの内務大臣アルセン・アバコフは武装集団を「テロリスト」と位置付け、ウクライナの特殊部隊を使って建物を奪還すると誓った。
武装分離主義グループによる警察署やその他政府庁舎の占拠は、主要なクラマトルスク、ドルジュキーウカ、ホルリフカ、マリウポリ、イェナーキイェヴェを含むドネツィク州の他の都市でも発生した。大統領代行のオレクサンドル・トゥルチノフは、建物奪還に向けた本格的な「対テロ」軍事作戦に着手した。
法執行副首相ビタリー・ヤレマは、通常だとモスクワ近郊に駐留する第45パラシュート警備連隊を含むロシア特殊部隊がウクライナ領内のクラマトルスクおよびスラビャンスク市内で活動していると主張した。4月16日、ロシア特殊部隊の数は450人だった。

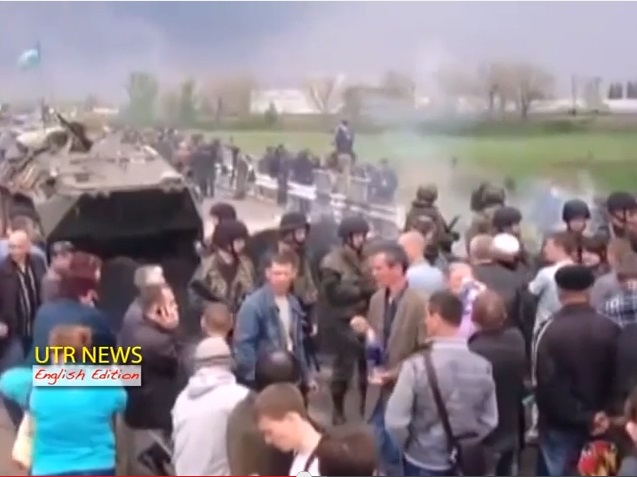
スラビャンスク近郊で民間人がウクライナ軍を封鎖しているところ。2014年4月

4月16日までに、ウクライナ政府の実施する「対テロ」作戦は、ドネツィク州で若干の障害に当たった。デモ隊がクラマトルスクでウクライナ側の装甲車を押収し、スラビャンスクで包囲されていた兵士を運び去った。その夜、親露派抗議者約300人が火炎瓶を投げてマリウポリのウクライナ軍を攻撃した。同軍部隊は応戦発砲せざるを得ず、結果的に襲撃者3人が死亡した。
4月17日のジュネーブ宣言は、ドネツィク州政府庁舎占拠の終結をもたらさなかった。四日後の日曜日に、宣言された休戦がスラビャンスクにある分離主義の検問所への攻撃によって破られ、緊張がさらに高まった
緊張が続く4月23日、地域全体で政府庁舎の占拠は続いていた。OSCE監視団は、覆面と自動武器を持つ武装集団によってスラビャンスクの市行政庁舎、SBUの建物、警察署に大きなバリケードが作られた状態なのを視認したが、都市部は平穏を保っており抗議は起きていなかった。しかし、ある住民はスラビャンスク市民が占拠者について自分達の意見を話し合うことを恐れていると語り、覆面武装団だけでなく民間服を着た多くの人々によって同市が厳しい監視下にあることを同監視団は確信していた。

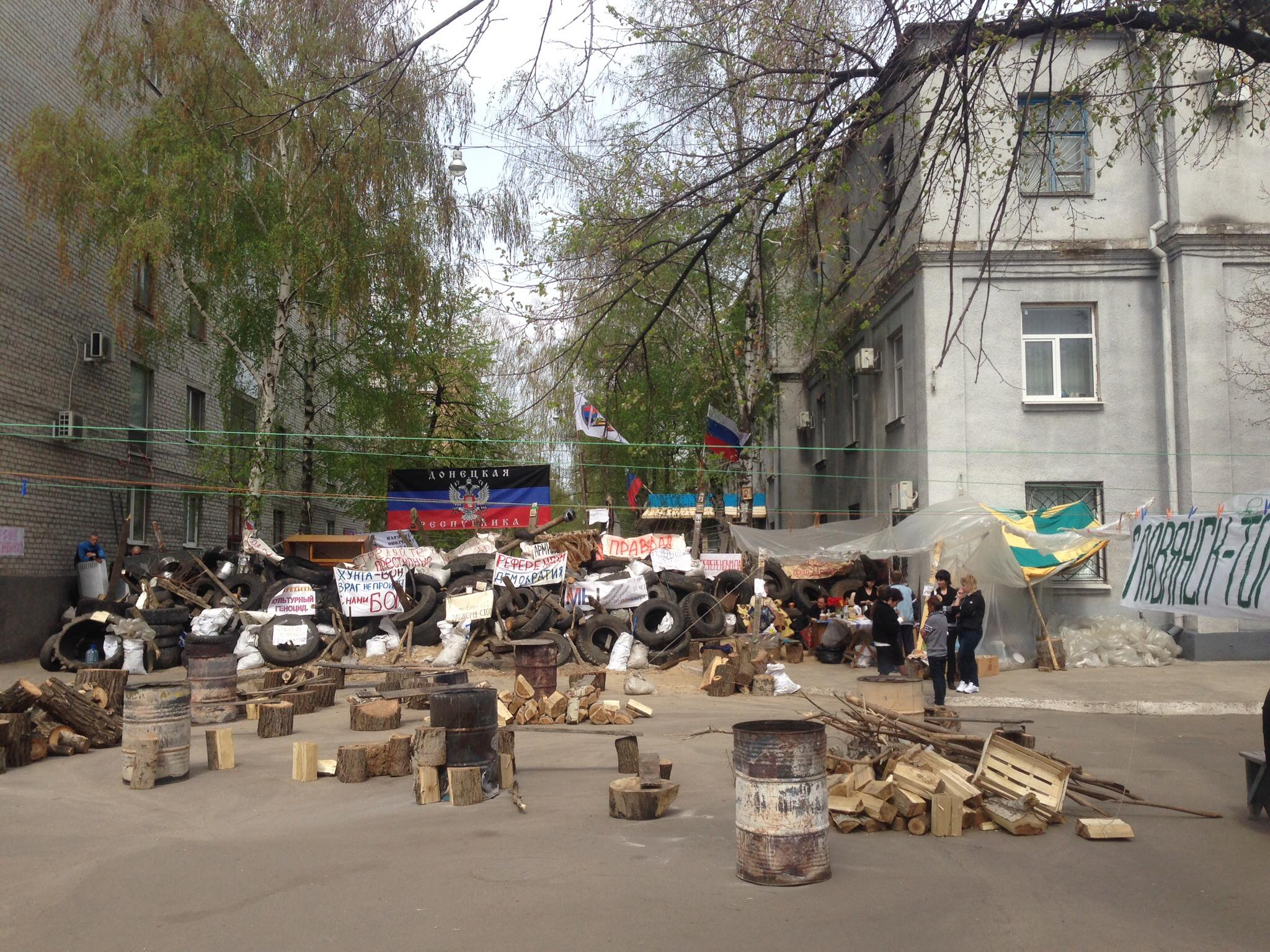
スラビャンスク市内のバリケード。2014年4月23日

4月24日、ウクライナ軍が反政府勢力に対してスラビャンスクに一連の「探索攻撃」を実施した。分離主義を自称する市長ヴャチェスラフ・ポノマレフは「我々がこの街からスターリングラードを作って見せる」と宣言し、ウクライナ政府は「スラビャンスクの街を完全に封鎖する」として「対テロ」作戦を継続すると述べた。緊張が高まる中、スラビャンスクにいる分離主義者がOSCE軍事検証任務にあたる国際監視団7人（ウクライナ兵5人を帯同させていた）を拘束した。ウクライナ軍の封鎖にもかかわらず都市への往来は規制されておらず、分離主義側のバリケードでは前日に数人が在所した。スラビャンスクの分離主義政権は市民に行政サービスを提供していない、と地元住民は語った。
ドネツク人民共和国が公表したチラシが4月26日に配布され、同共和国による「国家主権」宣言を支持するか否かを尋ねる住民投票を5月11日に実施予定だと市民に通知した。翌朝、OSCE特別監視任務の隊員2人がイェナーキイェヴェにいるドンバス人民兵の非武装兵士の一団に拘束された。彼らは占拠下にある市役所に連行されて尋問され、同監視任務の信任状を確認した後に釈放された。ドネツィク市における大規模な政府支持派の集会は4月28日に発生し、ドネツィク州での暴力およびハルキウ市長暗殺未遂に抗議して行進した。この集会は、バットや鉄の棒、爆竹、盾で武装した分離主義者によって性急かつ暴力的に解散させられた。

#### 2回目の反攻

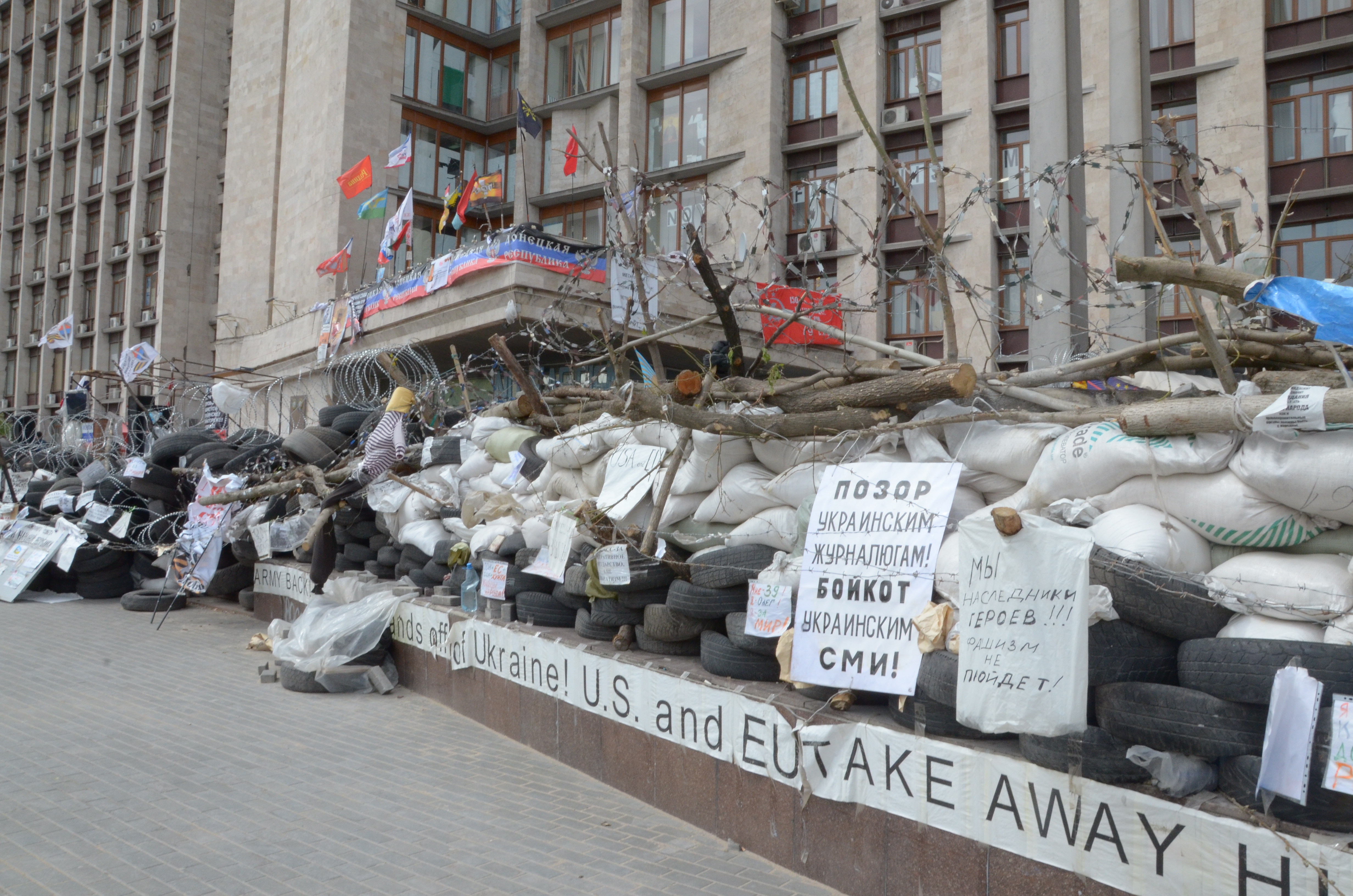
アンチ西側のスローガンを掲げたドネツィク州庁舎の外のバリケード

5月2日早朝にスラビャンスクでの政府軍による新たな反撃攻勢の結果、政府側のヘリコプター2機が墜落するなど双方に負傷者が出た。結果的に、ウクライナ軍はあらゆる分離主義の検問所および都市半分の支配権を得た。オレクサンドル・トゥルチノフ大統領は、多くの分離主義者が「死亡し、負傷し、逮捕された」と述べた。翌朝、クラマトルスクとアンドリイフカを標的に政府側の反攻が続いた。深刻な戦闘の結果、政府軍によってクラマトルスクの占拠されていた建物は奪還され、最低でも10人の分離主義者がアンドリイフカで死亡したと伝えられている。
ドネツィク州で戦闘が続く中、スラビャンスクで拘束されていた国際監視団は市長によって全員が5月3日に釈放された。同日、ドネツィク市の抗議者が地方政府の民間事業所とSBUビルの議長を襲撃して占拠し、オデッサでの衝突に対する報復行為として窓を壊すなど荒らしまわった
クラマトルスクは5月4日に武装勢力に再占拠され、スラビャンスクでは5月5日に新たな戦闘が行われてウクライナ兵4人が死亡した。マリウポリでは5月5日から激しい戦闘が行われた。占拠された市庁舎には「OSCEは出て行け」「OSCEお前らは不正行為をしている」とのポスターが貼られた。反攻の一環で5月7日に政府軍は建物を奪還したが、その後そこを去ったため、分離主義者に即座の再占拠を許してしまった。
ドネツィクにある占拠された建物は5月6日までに堅牢に要塞化され、ドネツィク国際空港はすべての交通を閉鎖した。地域のテレビ放送局は、ライフル銃を持つ偽装した約30人の反政府勢力によって占拠されたままだった。ロシアの装甲輸送車が土嚢とタイヤで作られたバリケードと共に建物外に駐車されており、州庁舎でも同様の存在が観察された。
5月7日、ロシアのウラジーミル・プーチン大統領は分離主義者に対して、同11日に予定されているドネツクの地位に関するの住民投票の延期を求めた。ドネツク人民共和国の指導者デニス・プーシリンは、住民投票を遅らせるつもりはないと述べた。ウクライナの首相代行アルセニー・ヤツェニュクはプーチンの「熱意」ある言葉に言及し、ドネツィクでの反攻を継続すると宣言した。
5月9日、マリウポリで政府軍が市内にある警察署への攻撃を開始し、この大規模な衝突で少なくとも20人が死亡した。ウクライナ政府は「武装団」「テロリスト」と表現したが、一部の現地住民は彼らが非武装の抗議者だったと述べた。 

#### 住民投票

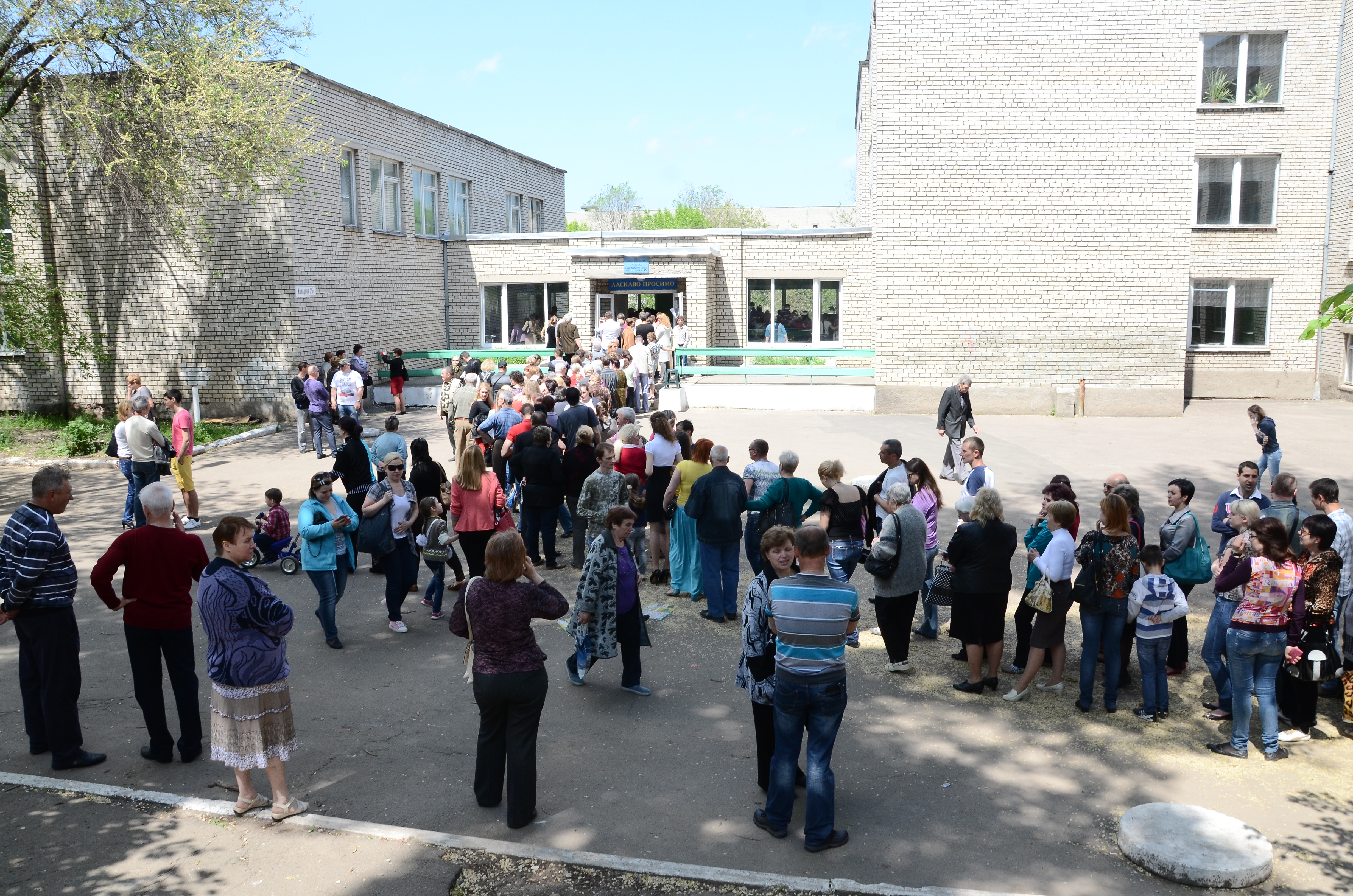
ドネツィクの投票所に入るための列。5月11日

物議を醸したドネツク州の地位に関する住民投票は、5月11日に行われた。投票率は75%と伝えられ、ドネツク人民共和国(DPR)の代表によると、89%が自治に賛成し、10%が反対票を投じた。マリウポリでの衝突後ドネツィクの状況は「不安定」と伝えられ、この地域での活動を制限せざるを得なくなったため、OSCE監視団は住民投票を監視しなかった。この結果が発表された後、DPRの指導者デニス・プーシリンは「地域にいる全てのウクライナ軍部隊が占領軍とみなされるだろう」と述べた。ウクライナ軍への援護として、反政府勢力に反対する一部のウクライナ人が「ドンバス志願兵大隊」を結成した。
メットインベスト社の鉄鋼労働者と警備員が、現地警察と共に5月15日にマリウポリ市で合同パトロールを行い、この集団が反政府勢力の占拠していた建物から彼らを追い出した。。AP通信は翌朝までにマリウポリ市内中心部で反政府軍の痕跡が消えたと報じたが、同日のワシントン・ポスト紙は親露派活動家約100人が市庁舎の階段に集まって分離主義の旗が建物の上ではためいていたと伝えており、分離主義者がマリウポリから姿を消したわけではなかったと見られる。
オリガルヒでメットインベスト社オーナーのリナト・アフメトフは、5月19日にドンバスの分離主義者に対する非暴力的な抗議行動を呼びかけた。これに対抗して、複数の車がドネツィク州庁舎前に集まって絶えずクラクションを鳴らし、州庁舎を通過する時に石や水のボトルを車に投げた一部高齢者もいたとOSC監視団は語った。州庁舎の外にいた別の30人の団体はアフメトフを中傷する旗を掲げて「アフメトフは国民の敵だ」とのスローガンを唱和した。
ノヴォロシア人民共和国連邦は、ドネツク人民共和国とルガンスク人民共和国の両方を組み込む形で、5月22日にパヴェル・グバレフによって宣言された。
数日後の5月26日、ドネツィク国際空港を支配していた分離独立主義の反政府勢力とウクライナ政府軍との間で激しい戦闘が起こり、この戦闘で反政府勢力は約50人が死亡し、空港の支配権を失った。チェチェンの準軍事組織がロシアからの他部隊と共に、この戦闘でウクライナ軍と戦った。空港を保持していた反政府勢力によると、分離主義者の損失の大半は味方の誤射だという。
空港でウクライナ軍と戦った親露派の反政府武装団ヴォストーク大隊の隊員が、5月28日にドネツィク州庁舎を奪還してドネツク人民共和国側の指導者達を更迭した。 この処分は「略奪や犯罪の急激な増加、ならびに主導者同士の不和」を止めさせる「緊急措置」だと彼らは語った。

#### 戦闘継続

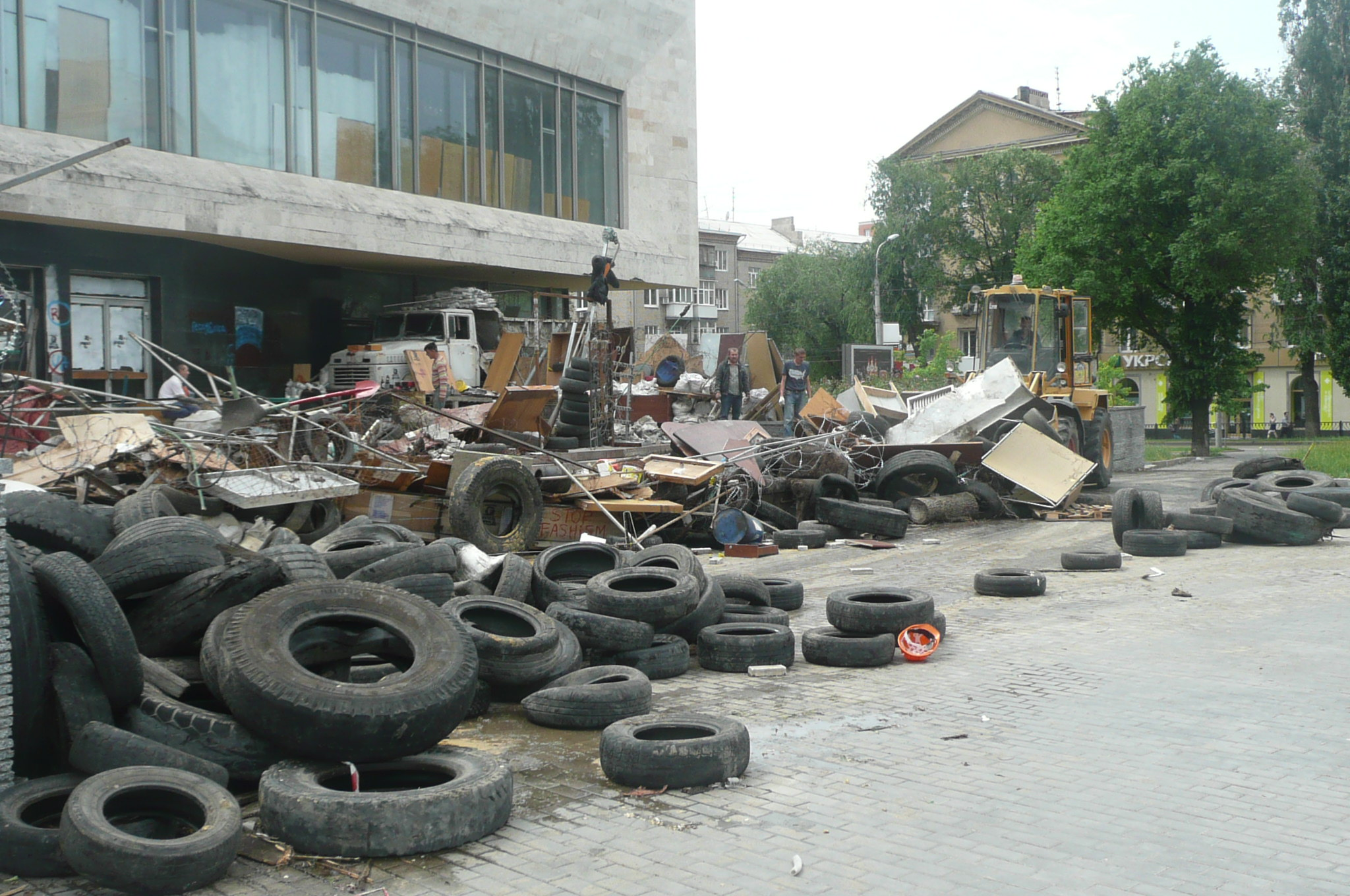
ドネツィク州庁舎のバリケードを解体するヴォストーク大隊。6月3日

戦闘は6月中も続いたが、ポロシェンコ大統領による15項目の和平計画の一環で、頻繁に破られていた停戦が6月20日から30日まで続いた。停戦破棄後の政府による攻撃は分離主義者に大きな損失をもたらし、4月から彼らの支配下にあった多くの都市（スラビャンスク、ドルジュキーウカ、クラマトルスクなど）があるドネツィク州北部からの撤退を余儀なくさせた。激しい戦闘は9月上旬にミンスク議定書の署名があるまで数ヶ月にわたって続き、そこで停戦が確立した。

#### 報道記者への攻撃
ドネツクの分離主義者による報道関係者への攻撃が数多く行われている。4月10日、ドネツィク州庁舎外にいた抗議者達がロシア語ではなくベラルーシ語を話したとしてベラルーシの報道記者を攻撃した。ウクライナの報道記者は、親ロシアの抗議者を怒らせないようロシア語で話すことを余儀なくされた。キーウ・ポスト紙によると、彼らは他にもロシア・トゥデイ記者を攻撃したが、同社は表沙汰にしなかった。4月12日、スラビャンスク警察署の外で武装民兵を支援した150人の団体は報道記者を敵視して「キーウに帰れ」と言った。
身元不明の男性がNews of Donbass編集長の車に火をつけ、その編集者は匿名の分離主義者から脅迫を受けていた。4月19日、ドネツィクの南東80kmのトレスにある現地紙「Pro Gorod」の事務所が放火された。
分離主義者は4月23日にコスティアンティニフカの新聞Provintsiaの事務所に放火しており、以前そこの新聞職員を「右派セクター」の党員だと決めつけていた。NTV (ロシア)局のベラルーシ人記者ステパン・チリッチは、ドニプロペトロウシク州で行方不明となった。イヴァーノ＝フランキーウシクから来たReporter紙の写真記者エフゲニー・ガフィチはホルリフカで消息を絶ち、彼の所在は不明だがスラビャンスクの分離主義勢力に拘禁されていると報道された。さらに、ヴァイス・ニュースの報道記者サイモン・オストロフスキーは、スラビャンスクの制服を着た身元不明の人々に捕らえられ、4日後に釈放された。
ヒューマン・ライツ・ウォッチの報告書は「ウクライナにおけるロシア人記者の連続逮捕」を理由にウクライナ政府を批判した。 

### ルハーンシク州

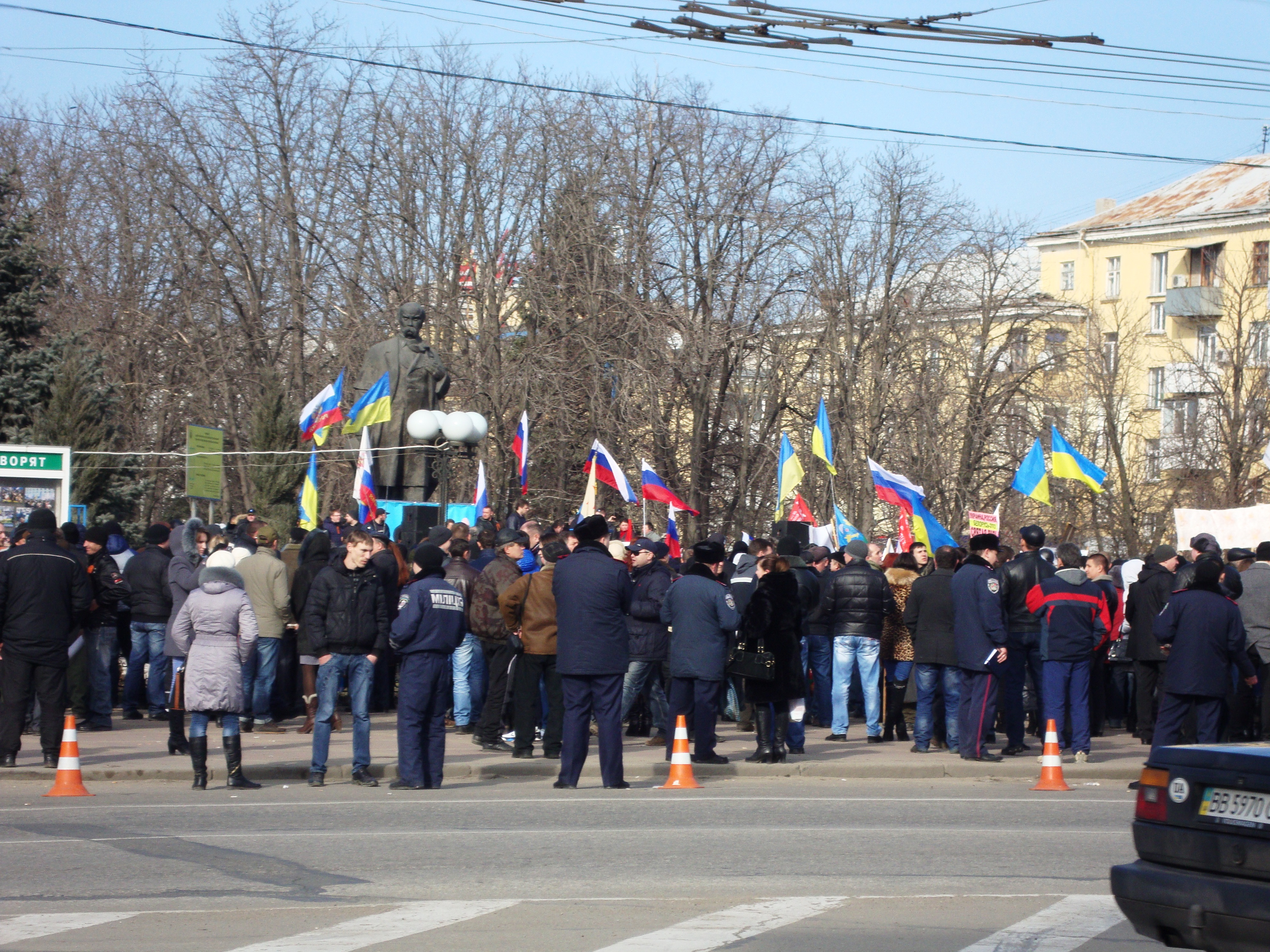
ロシアとウクライナ国旗両方を振る、ルハーンシクの英雄広場にいる抗議者。2014年3月1日

地方言語法の取り消し案に抗議して、ルハーンシク州地方行政はロシア語に公用語の地位を与えるよう要求することを議決した。彼らはまた、元ベルクト (ウクライナ警察)警官の迫害停止、マイダン自警団の武装解除、全ウクライナ連合「自由」党やUNA-UNSOといった多くの極右政治組織の禁止を要求した。当局がこの要求を呑まないような場合、州行政には「ロシア連邦の兄弟の人々に助けを求める権利」を行使する用意があるとした。
ルハーンシクの行政庁舎は幾度も占拠されている。同市庁舎の外にある英雄広場での平和的なマイダン支持派デモは、3月9日にアンチマイダンの反デモ隊に攻撃された。この襲撃者は後に庁舎を襲撃してそこを占拠したが、政府軍によって速やかに排除された。
4月6日に、ウクライナ保安庁(SBU)の地方本部が300挺以上の機関銃装備と共に占拠された。2014年4月8日、親露派活動家は「ルガンスク共和議会」計画を議論した。建物の占拠には1,500人が関わっており、彼らは南東軍 (ロシア語: Армия Юго-Востока)を自称した。ガーディアン紙によると、そこにはベルクト特殊警察隊の元隊員もいたという。
4月14日、ルハーンシクではSBU建物の入口で最大300人が観察された。 ルハーンシクの親露派デモ隊はウクライナに関するジュネーブ宣言の条件を制定する様子もなく、デモ行動を続けていた。SBU建物の占拠者達は4月20日、 キーウで占拠された建物がユーロマイダン支持者によって明け渡されたら解散するつもりだとOSCE監視団に語った。同監視団はノヴォアイダル地区での道路封鎖（正教会の司祭など約10人が、分離主義の侵略から村を守るため4月14日に道路封鎖した）にも遭遇した。ウクライナ軍の司令官は、これまでのところ道路封鎖で事件は起こっていないが、夜に何者かの目撃情報があったと伝えた。
4月21日、SBU建物の外でルハーンシク「人民政府」を選出する集会が開かれた。この集会で、抗議者達は選択肢が3つある（ウクライナ連邦の一部でいるか、ロシア連邦に加わるか、統一ウクライナの一部として残るか）ルハーンシク州の地位に関する5月11日の住民投票を要求した。この集会には、最大で約1,500人の参加者が観察された。集会の指導者達は、自分達は分離主義者ではなくルハーンシクがウクライナ内に留まれるような平和的解決法を模索していると語った。
OSCE監視任務は、4月23日のルハーンシクの状況が「安定」しており、占拠されているSBU建物周辺は「静か」だと報告した。同監視団は、4月21日に建物内で6時間拘束されたと語る非政府組織の代表者達と会談し、当時その内部には軍章のない制服を着た機関銃を持つ兵士約100人がいたと語った。

#### 激化

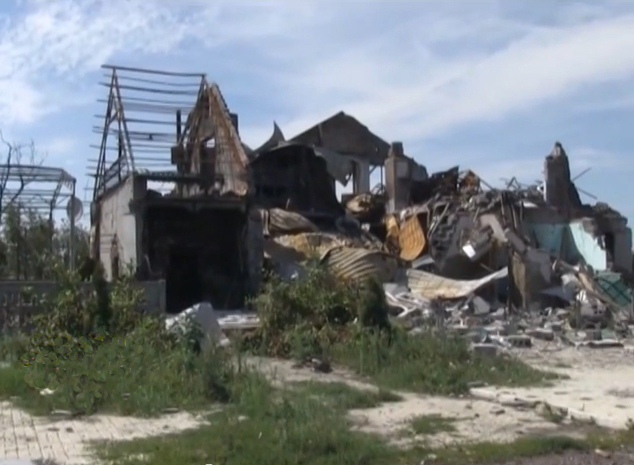
破壊されたドンバスの家屋。2014年7月22日

4月27日、占領下のSBU建物の外に集まった数百人の抗議者が「ルガンスク人民共和国」を宣言した。彼らは、ウクライナ政府が抗議者全員に恩赦を与え、ロシア語を公用語として正式設定し、この地方の地位に関する国民投票を行うよう要求した。彼らはキーウが4月29日14:00までに要求を満たさなければ、ドネツク人民共和国と並んで反乱を起こす旨の最後通告を出した。
これらの要求が満たされなかったため、2,000-3,000人の抗議者が4月29日にルハーンシク州庁舎を襲撃した（以前はSBU建物のみが標的）。建物外壁は無防備だったが、機動隊の一団が建物の中庭で抗議者と対峙、短い睨み合いがあるも警察は抗議者を止める実力行使に出ることはなく、建物の上にロシア国旗が掲げられた。警察署や地方検察庁を含む幾つかの建物が後に占拠された（警察署では分離主義者20人が機関銃を撃って中の警官達を降伏させた）。トゥルチノフ大統領は、ドネツィクとルハーンシクの警察署長の即時辞任を要求して、建物喪失に対応した。しかし、5月2日までに市議会とテレビ局を占領していた親露派抗議者はいなくなり、検察庁は当局と分離主義者との交渉後に解放された。
翌日、分離主義の指導者で自称ルガンスク市長のヴァレリー・ボロトフは、キーウを行進する「南東軍」の結成を発表した。またボロトフは非常事態宣言を発令し、夜間外出禁止令、政党の禁止、現地の法執行官は自分に忠誠の誓いを立てなければならないとの命令を発したほか、ビデオ声明の中で「これに従わない場合には、ルガンスクの裏切り者市民が発表され、当人に対して戦時中の措置が取られる」と述べた。
5月8日、ロシア自由民主党の記章を付けた重装甲車そして軍用装備とアサルトライフルを着用した兵士たちが州庁舎の外で目撃された。OSCE監視団との会談でルハーンシク州副知事は「分離主義と犯罪集団の活動により、地域の治安状況が悪化している」と述べた。その後OSCE特別監視任務のメンバーが州内の「違法な」検問所で止められ、3時間拘禁された後に釈放された。

#### 住民投票
物議を醸したルハンスク州の地位に関する住民投票は5月11日に実施された。RIAノーボスチによると、96.2%が自主統治に賛成票を投じた。共和国の指導者ヴァレリー・ボロトフは5月22日に「戒厳令」を宣言した。市内中心部では「ショップ、カフェ、銀行」の約70%が閉鎖されている、とOSCE監視団は語った。まだ開いていた店では一部の必需品が売り切れて、燃料が購入できない状態だと伝えられ、警察は完全に誰もいなくなった。
ノヴォロシア人民共和国連邦は、ドネツク人民共和国とルガンスク人民共和国の両方を組み込む形で、5月22日にパヴェル・グバレフによって宣言された。
6月2日、ルハーンシク州庁舎にて爆破事件が起こり、8人が死亡、28人が負傷した。ロシアのメディアは、この爆発がウクライナ政府軍による空爆によって引き起こされたと報じた。ウクライナ政府当局者はこれを否定し、反政府勢力が自ら対空ミサイルを発射したと述べた。その翌日、OSCE監視団は「観測した限り」だと「攻撃は航空機から発射された非誘導ロケットの結果」と述べた。CNNの調査では、爆発が空中から来たという明確な証拠が見つかり、攻撃痕から地上攻撃戦闘機のSu-25やSu-27(いずれもウクライナで使われている戦闘機)の標準装備の使用が示唆された。この地域における激しい戦闘は、9月上旬にミンスク議定書が署名されるまで数ヶ月にわたって続き、そこで停戦が確立された。

### ハルキウ州

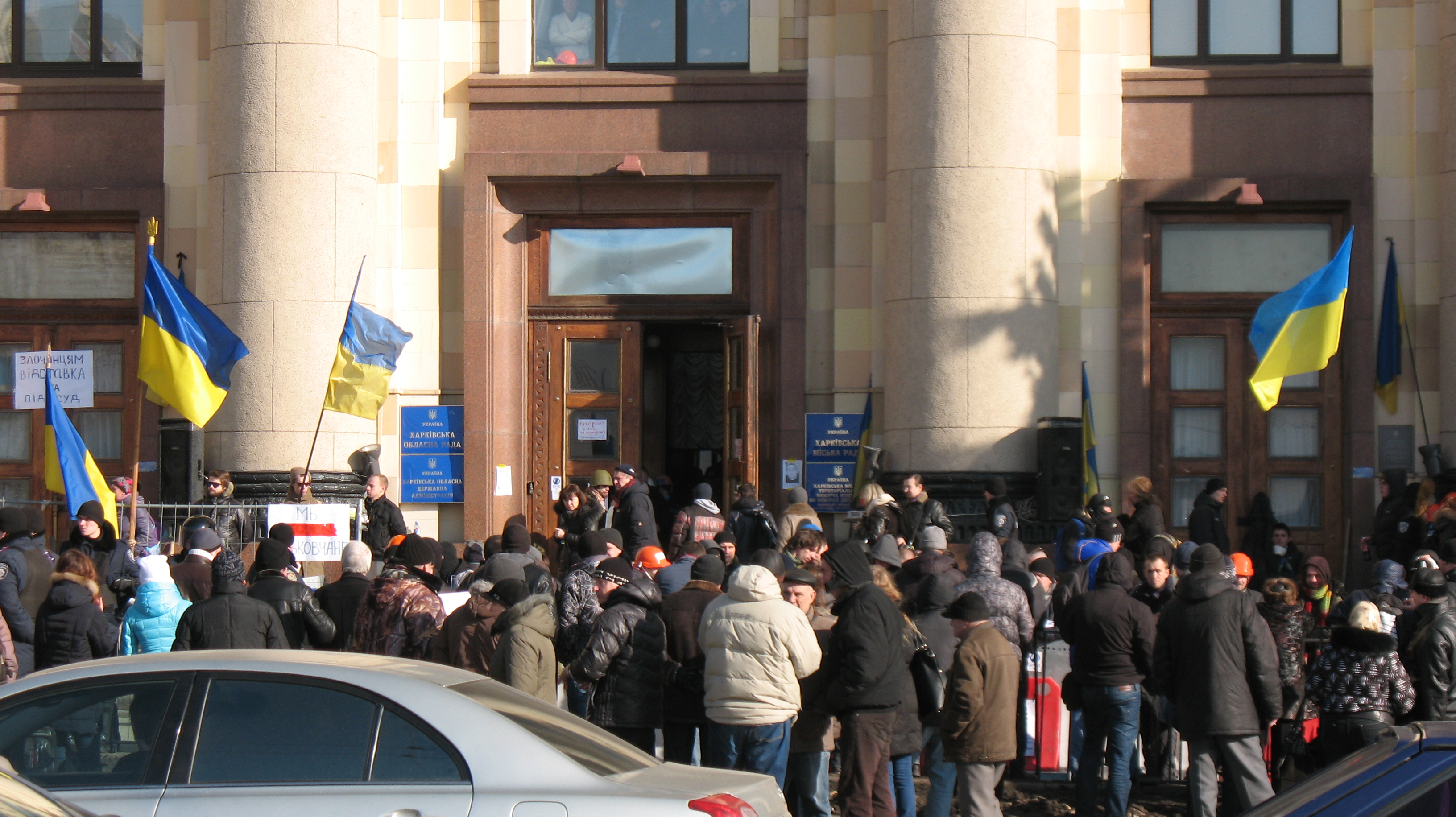
ハルキウの親ウクライナ派抗議者、2014年2月

ハルキウ州でも抗議行動が行われ、州庁舎が幾度も占領された。
最初にハルキウ市で騒乱が起こったのは2014年2月22日、ユーロマイダンの抗議者が同市の州庁舎を占領した時だった。その日遅くに数千人の抗議者が、州庁舎向かいに立つ自由広場のウラジーミル・レーニン像を倒そうとよじ登った。この時は数人のタクシー運転手がその記念像を擁護し、翌日までに数千人の親露派抗議者が像を守るために広場に集結して、周囲に境界フェンスを設置した。
その後ハルキウ州知事はこの像が我が町の象徴だとする演説を行い、現地警察は3月1日までユーロマイダンとアンチマイダン抗議者とが接近しないようにした。3月1日に親露派活動家は州庁舎を急襲し、そこを占拠していたユーロマイダン活動家を襲撃、建物の上にロシア国旗を掲げた。現地メディアによると、2,000人のロシア人が州庁舎の急襲に参加するためハルキウに輸送されていた。ロシアの活動家組織は、ハルキウで「平和的に抗議」するために自分達がロシア人を派遣したと公言した。警察は同日夕方までに建物の支配権を取り戻し、ロシア国旗をウクライナの旗に換えた。 
ハルキウでの親ロシア派活動家や親ウクライナ派活動家によるデモは、3月を通して続いた（これには親露派で最大5,000人の集会と、親ウクライナで最大10,000人の集会が含まれる）。それでも、この都市はウクライナ民族主義者と親露派活動家間の銃撃戦で2人が死亡する3月15日まで、比較的平穏を保っていた。その翌日、親露派活動家がハルキウのウクライナ文化センターに押し入り、ウクライナ語の書物を持ち去って路上で焼いてしまう事件が起こった。

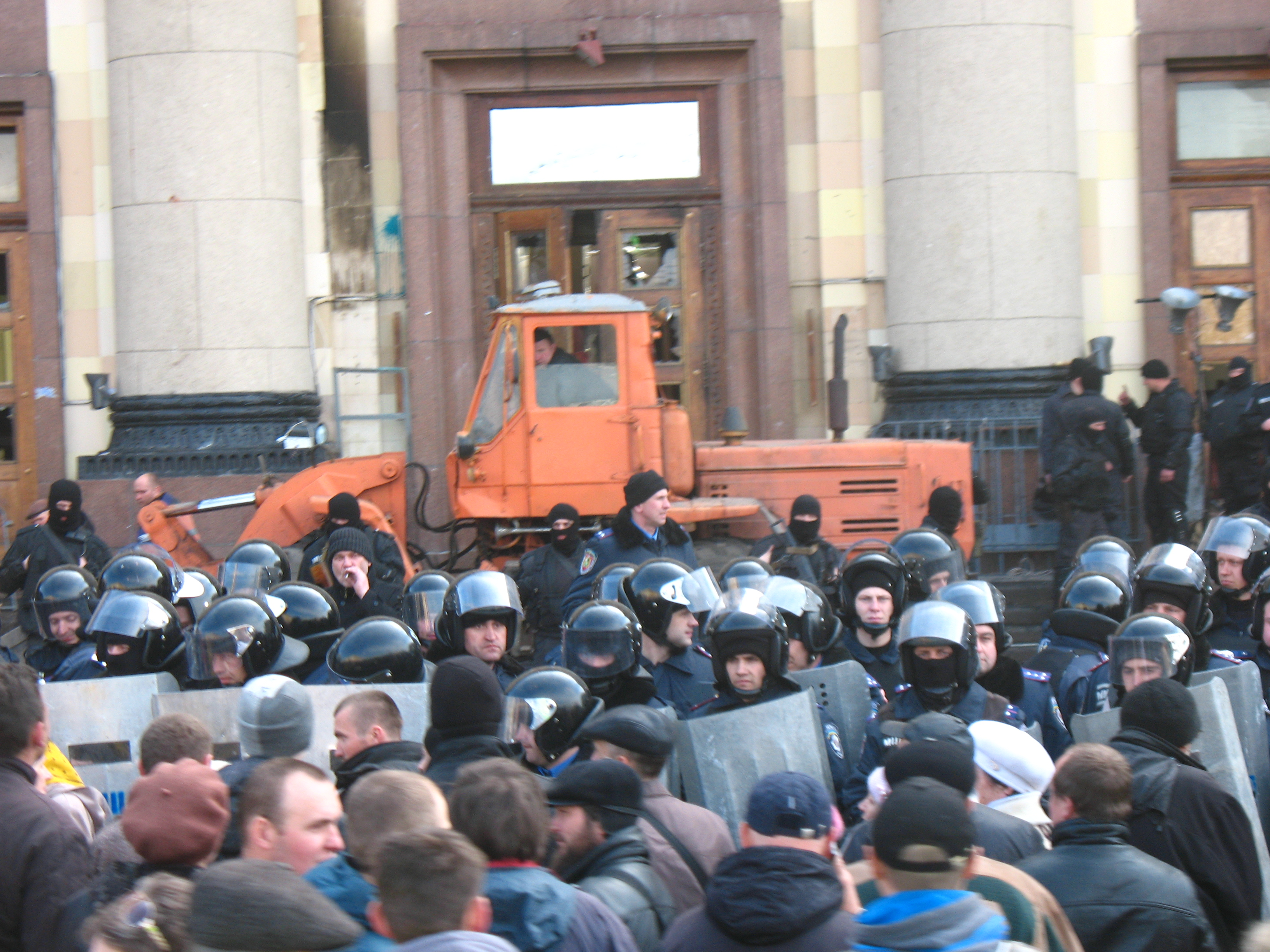
ハルキウの親ロシア派抗議者。2014年4月8日

4月6日、親露派抗議者が州庁舎を襲撃して占拠した。その翌日、占拠した州庁舎の抗議者達は「ハリコフ人民共和国」としてウクライナからの独立を一方的に宣言した。ただし彼らは
最初に市役所だと信じこんでオペラ・バレエ劇場を襲撃したため、抗議者が現地出身者なのかという疑問が提起された。4月8日までに州庁舎はウクライナの特殊部隊によって奪還され、抗議者70人が逮捕された。4月13日、親露派抗議者1,000人が州庁舎の周囲で集会し、幾人かが中に入った。その抗議者達はその後ハルキウ市長と共に建物内に立て籠った。その日遅く、市長は自治を求める住民投票への支持と逮捕されたハルキウ分離主義者に対する恩赦を宣言した。同時デモを行っていた少なくとも50人の政府支持派の抗議者達が親露派抗議者達による襲撃でひどく殴られ、ビデオに当時の様子が克明に記録されている。
4月19日のOSCE監視団の報告によると、4月13日以降は州庁舎の前で抗議者を見かけなかった。4月17日のハルキウ市控訴裁判所の法廷では、4月8-9日の州庁舎奪還を受けて当局に逮捕された抗議者65人中43人が拘留継続になるとの判決が出された。このほか16人は自宅軟禁に変更されるなどしたため、保釈された拘留者は3人だった。
4月19-20日の週末、ハルキウは平穏だったものの自由広場でにて小規模かつ平和的な親露派の抗議行動が行われた。自由広場でのデモは継続され、4月21日には500人が集まって「人民政府」を選出した。ウクライナの経済状況悪化がデモの原動力となっており、 彼らは市長と検察官の辞任それからビクトル・ヤヌコビッチの復帰を求めた。「人民知事」にはウラジーミル・ワルシャフスキーが選出された。
4月23日、反政府デモと親政府デモ双方の平和的な集会がハルキウ市内中心部で行われた。それぞれの集会に約400人が参加した。その日遅く、7,000人以上の住民がウクライナの統一国家および領土一体性を支援するために同じ場所で集会を開いた。ハルキウの状況は全体的に平穏だったが、警察は引き続き厳重な警戒を続けた。
ウクライナ統一国家の支持者と反対派による対決デモは、ハルキウ市で4月27日に行われた。この結果、反対派約400人とウクライナ政府支持者500-600人との間で衝突が起きた。警察はこの騒乱を鎮圧しようとしたが上手くいかなかった。

#### 市長銃撃事件
ハルキウ市長のヘンナディー・ケルネスは2014年4月28日、自転車で走っている時に背中を撃たれた。彼は「重傷だが命に別状はない」状態だと伝えられた。ケルネスは強硬なユーロマイダン反対派として知られていたが、彼は親露派の反政府勢力を支持していないとも語っており、ウクライナ統一国家を支持していた。元ハルキウ州知事でウクライナ大統領候補のミハイロ・ドブキンは、この銃撃が比較的平穏だった地域を不安定化させる企みであろうと語った。市長はイスラエルで治療を受けた後、6月16日にハルキウ市に戻った。

#### 更なる抗議
4月30日までにハルキウは比較的平穏を取り戻し、そこでの集会はOSCE監視団からは確認されなかった。 5月4日、自由広場で約400人の分離主義者による軽微なデモが行われ、増援した警察がその広場と周辺に残った。同日、オデッサでの事件をきっかけに衝突の可能性が懸念されたため、統一国家の親ウクライナ団体によって計画されていた集会は中止された。
5月26日、ハルキウ市内にあるロシアとポーランドの領事館前で、ロシアとソ連の旗を持つ「ウクライナ統一反対派」によるデモが行われた。このデモ参加者達は嘆願書を募ってハルキウから1,500人が署名したと語り、この嘆願書が5月25日のウクライナ大統領選挙の結果を認めないようEUとロシアに要請した。彼らはまた、ドネツィク州におけるウクライナ政府の軍事作戦にも反対の声を上げた。
5月26日に実施したのと似たデモが6月はずっと続いた。6月22日に行われたあるデモでは、独ソ戦73周年のデモ（800-900人）と親ロシア派のデモ（約1000人）の両集会が口喧嘩に発展。前者の親ウクライナ派デモを護衛していた警察官が群衆を追いやるなど、結果として両グループの活動家30人が一時拘束された。内務省ハルキウ州支部長は、双方の活動家が「状況の不安定化」を試みていたが、この警察介入は「殺傷沙汰を防いだ」と言及した。彼はまた、3月以降に約200人の警官が「法律違反」を理由に解雇されており、その多くが「分離主義の見解」を持っていたと述べた。また、ハルキウ州知事イーゴリ・バルタは4月6日以降ハルキウで314人の「活発な分離主義者」が逮捕されたと自身のフェイスブックに書いた。7月22日、ウクライナ統一活動家による約300人の抗議行動が行われた。彼らはEUやNATOやウクライナの旗を掲げて州庁舎の外に集まり、ドンバス地域での戦争がハルキウ州に広がるのを防ぎたいと訴えたほか、市内での分離主義者や共産主義者の集会禁止を要求した。7月29日、州内で要衝の橋を破壊しようとする工作が行われ、橋は被害を受けずに済んだが、ハルキウ州庁舎は州内で他の「テロ攻撃」実行計画があると述べた。
ハルキウ市長は8月6日の市議会で2人のロシア市民に名誉市民権 (Freedom of the City) を授与したが、市内にいる一部の人々約100人がこれを問題視して市庁舎の外で抗議した。警察は庁舎内に不法侵入しようとした抗議者達を拘束したが、交渉の末5人が嘆願表明のため庁舎に入ることを許可された。数日間ハルキウは平穏だったが、8月10日に約150人が市庁舎の外に集まってドンバス地域における政府の軍事作戦集結を要求したほか、約300人が政府の軍事反対への支持を表明して市政の解散および市長の解任を求める抗議行動が行われた。8月17日、ウクライナの汚職に抗議するため約100人のアンチマイダン系デモ隊が自由広場に集まると、同じ広場に250人の親ユーロマイダン系デモ参加者がオリガルヒ支持を表明する同時抗議を行った。ハルキウ裁判所は、事前計画されていた8月23日のウクライナ共産党と「南東部」組織の共同集会を禁止する決定を出した（同裁判所により「南東部」自体が「ウクライナの主権とその国民の安全に対する脅威」とみなされて8月20日に禁止された）。8月23日、国旗の日およびスターリン主義とナチズムの犠牲者追悼記念日を祝して約500人が行進し、彼らの要求の一つが市政の解散だった。8月28日、ウクライナ統一活動家の平和的な集会がハルキウのロシア領事館の外で行われ、約400人がデモに参加した。参加者達はドンバス戦争へのロシア介入を懸念していると語り、スタングレネードが領事館に投げ込まれた後、このデモは警察によって追い払われた。
ウクライナ統一国家支持者の最も大きな集会の一つが、9月28日にハルキウで行われた。群衆2000人が集まったこのデモは、準軍事組織のアゾフ大隊が主導した。群衆は自由広場へと行進し、広場のレーニン像（年初に親ロシア派抗議者の集会所だった）に達する頃には5000人になっていた）。この像は、州知事が像の解体命令に署名した直後の22時40分にデモ隊によって引き下ろされた。10月下旬、知事は市民の大半が像の撤去を望んでいないと考えていたことを認めたが「その後も抗議は殆ど無かった」と述べた。
11月上旬から12月中旬にかけて、ハルキウは7回の爆弾攻撃に見舞われたが死者は出なかった。これら攻撃の標的は、ウクライナ軍のために資金を集めることで知られているロックパブ、ウクライナ軍のための病院、軍の募集センター、州兵基地などだった。SBUの調査員によると、攻撃の背景にロシアの工作部隊がいて、平穏なハルキウ市を不安定化する意図だったという。

### オデッサ州
オデッサ州では3月1日からデモが始まった。警察はその日、オデッサ市で5,000人が親露派デモに参加したと報告した。2014年3月3日、揺れるデモが続く中、ロシア国旗を掲げたデモ隊200-500人がオデッサ州庁舎の占拠を試みた。彼らは「オデッサ自治共和国」の創設に関する住民投票を要求した。
「オデッサ人民共和国」は、4月16日にオデッサ州のインターネット集団によって宣言されたと伝えられている。オデッサのアンチマイダン抗議団体のメンバーは後に自分達はそうした宣言をしていないと誓い、同指導者らはそれに関して自分達はメディアを通じて聞いただけだと語った。ウクライナのOSCE監視任務は後にオデッサの状況が平穏状態を保っていることを確認した。4月20日、オデッサ州にいる現地のアンチマイダンおよびユーロマイダン支持の指導者は、ウクライナに関するジュネーブ声明について懐疑的な声を上げた。アンチマイダンの指導者たちは、自分達の目的が分離ではなくウクライナ国内での「ノヴォロシア」と呼ばれるより広大な連邦国家の創設である、と主張した。4月25日、オデッサ郊外にある警察とマイダン合同の自衛検問所で通行中の車から手榴弾が投げられ、7人が負傷して地域の緊張が高まった。

#### 市内中心部の衝突とその後の事件

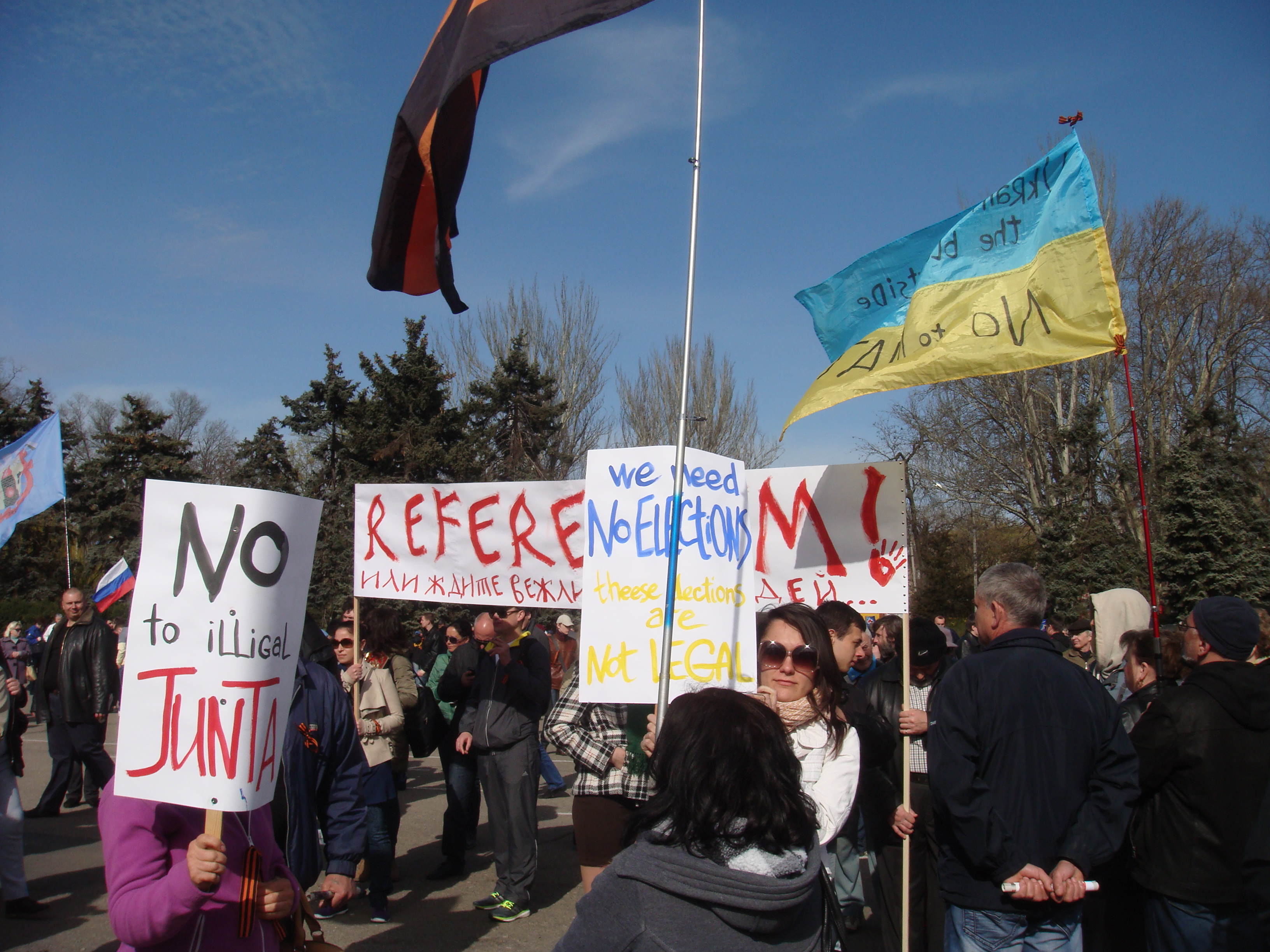
労働組合庁舎の外にいる親露派陣営

5月2日、約1,500人の親政府デモ隊による集会が、警棒とヘルメットをつけた親露派武装勢力の少数集団によって攻撃された。双方がオデッサ中心部の通りで衝突し、互いにバリケードを築いたり火炎瓶を投げたり自動火器を発射した。
アンチマイダンの抗議者は後にウクライナ統一国家の遥かに大規模な抗議者集団に圧倒され、労働組合庁舎への退却を余儀なくされた。その後、互いが火炎瓶を投げあって建物は炎上、この衝突で合計43人が死亡した（うち労働組合での犠牲者31人）。警察は少なくとも3人が射殺されたと語った。
この衝突の余波で5月4日、オデッサの主要なウクライナ内務省事務所が親露派抗議者による襲撃を受けた。彼らは衝突に参加した「同志」の釈放を要求し、 警察がこれに応じて逮捕された67人を解放する結果となった。5月5日までにオデッサの状況は落ち着いたが、雰囲気は極めて緊張したままだった。
5月2日の火災を追悼して、7月13日に平和的なデモが複数回（約60人と120人）行われた。彼らは進行中のドンバス戦争を引き合いに出して「ドンバス、我々はあなた方と共にある」を唱和した。オデッサ市長は7月23日、OSCE監視団に5月2日の衝突の「根底にある緊張」が市内にくすぶっており、市の安全を脅かしていると語った。
2014年12月にオデッサは6回の爆発に見舞われ、うち１回で1人が死亡した。内務省の顧問官は12月25日に、オデッサとハルキウがウクライナで「緊張を高めるために利用されている都市」になったと語った。
ウクライナ保安庁は、2015年4月にいわゆる「ベッサラビア人民共和国」の宣言を妨げたと主張している。保安庁によると、その背後にいる分離主義ネットワークは他にも「オデッサ人民共和国」「ポルト・フランコ」などの離脱自治国を設立しようと画策していたという。

## 各地の最大抗議データ
以下の表は、ウクライナにおける親ロシア派の抗議活動および親ウクライナ派の抗議活動について、都市名、ピークの日付、参加人数を示したものである。

### 親ロシア派の抗議行動
| 地域分布                                        | 都市           | 人数   | 日付                     | 備考                             |
| ----------------------------------------------- | -------------- | ------ | ------------------------ | -------------------------------- |
|                                                 | セヴァストポリ | 30,000 | 2/23                     | [ 290 ] [ 信頼性要検証 ] [ 291 ] |
| ケルチ                                          | 200            | 2/24   | [ 292 ]                  |                                  |
| シンフェロポリ                                  | 5,000          | 2/26   | [ 293 ]                  |                                  |
| オデッサ                                        | 10,000         | 3/1    | [ 294 ]                  |                                  |
| マリウポリ                                      | 2,000-5,000    | 3/1    | [ 295 ] [ 296 ]          |                                  |
| ドニプロ                                        | 1,000-3,000    | 3/1    | [ 297 ]                  |                                  |
| ムィコラーイウ                                  | 5,000-6,000    | 3/2    | [ 298 ]                  |                                  |
| ヘルソン                                        | 400            | 3/2    | [ 299 ]                  |                                  |
| ルハーンシク                                    | 10,000         | 3/9    | [ 300 ]                  |                                  |
| ドネツィク                                      | 2,000-15,000   | 4/6    | [ 301 ] [ 302 ]          |                                  |
| ハルキウ                                        | 2,000          | 4/6    | [ 303 ]                  |                                  |
| ザポリージャ                                    | 5,000+         | 4/6    | [ 304 ] [ 信頼性要検証 ] |                                  |
| 人数での色分け: 10,000+ 5,000+ 1,000+ 500+ <500 |                |        |                          |                                  |

### 親ウクライナ派の抗議行動
| 地域分布                                        | 都市           | 人数   | 日付                    | 備考    |
| ----------------------------------------------- | -------------- | ------ | ----------------------- | ------- |
|                                                 | シンフェロポリ | 10,000 | 2/26                    | [ 305 ] |
| ドニプロ                                        | 10,000         | 3/2    | [ 306 ]                 |         |
| スームィ                                        | 10,000+        | 3/2    | [ 307 ] [ 308 ] [ 309 ] |         |
| ムィコラーイウ                                  | 5,000-10,000   | 3/2    | [ 310 ]                 |         |
| キーウ                                          | 8,000          | 3/2    | [ 310 ]                 |         |
| ザポリージャ                                    | 5,000+         | 3/2    | [ 311 ] [ 312 ]         |         |
| チェルニーヒウ                                  | 2,000+         | 3/2    | [ 309 ]                 |         |
| ジトーミル                                      | 2,000          | 3/2    | [ 309 ]                 |         |
| ポルタヴァ                                      | 1,000+         | 3/2    | [ 308 ]                 |         |
| セヴァストポリ                                  | 300+           | 3/9    | [ 313 ] [ 314 ]         |         |
| キロヴォフラード                                | 100            | 3/9    | [ 315 ]                 |         |
| ヘルソン                                        | 300            | 3/22   | [ 316 ] [ 317 ]         |         |
| オデッサ                                        | 10,000-15,000  | 3/30   | [ 318 ]                 |         |
| ルハーンシク                                    | 1,000          | 4/13   | [ 319 ]                 |         |
| ドネツィク                                      | 5,000-7,000    | 4/17   | [ 320 ] [ 321 ]         |         |
| クラマトルスク                                  | 1,000          | 4/17   | [ 322 ]                 |         |
| クルィヴィーイ・リーフ                          | 10,000+        | 4/19   | [ 323 ]                 |         |
| マリウポリ                                      | 1,000+         | 4/23   | [ 324 ]                 |         |
| ハルキウ                                        | 7,000          | 4/23   | [ 325 ]                 |         |
| 人数での色分け: 10,000+ 5,000+ 1,000+ 500+ <500 |                |        |                         |         |

## 宣言された分離国家の一覧
この騒乱中、様々な分離国家が宣言された。

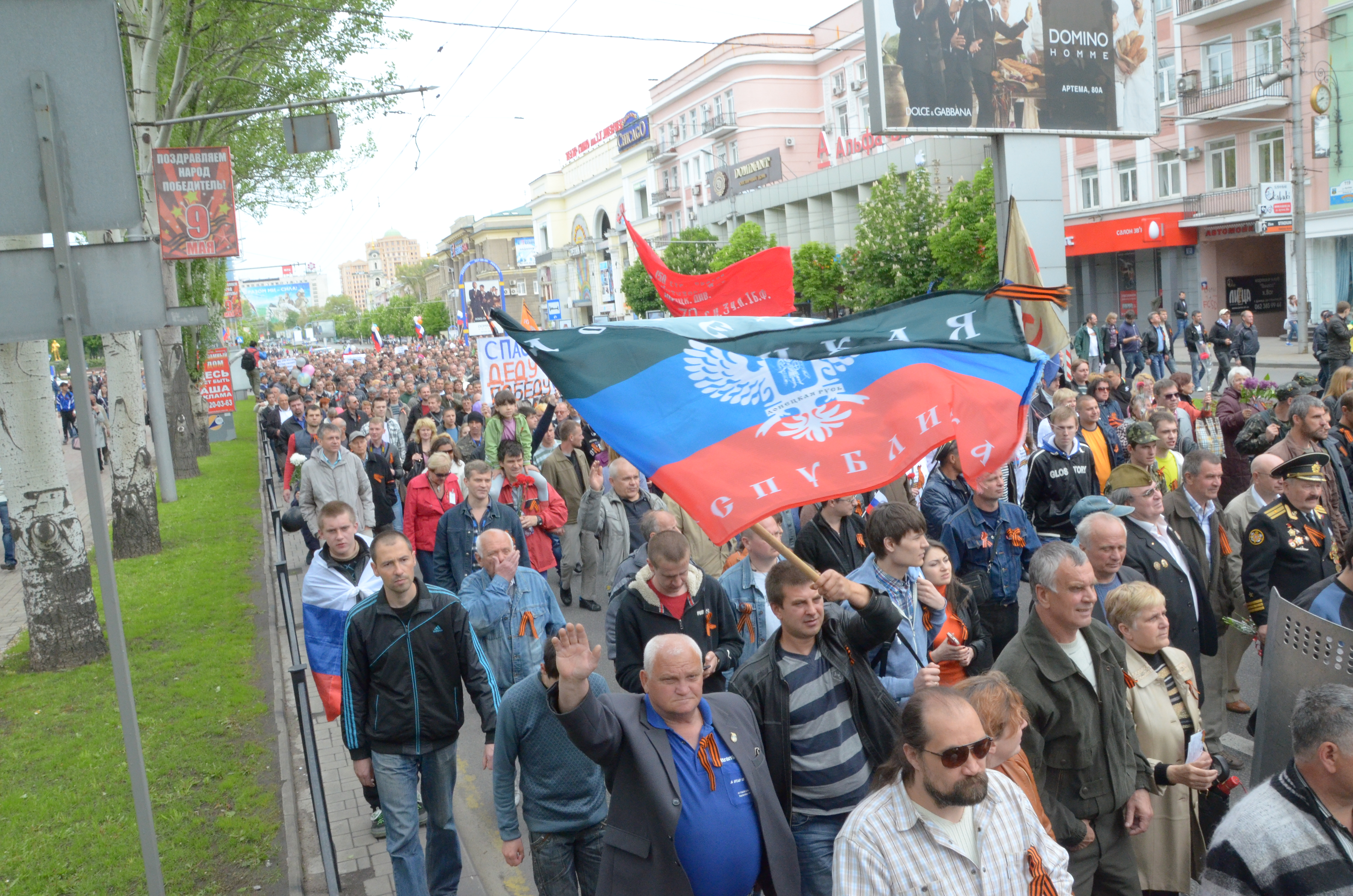
ドネツィクで開催された、勝利の日ドネツク人民共和国支持者による戦勝記念日の集会。2014年5月9日

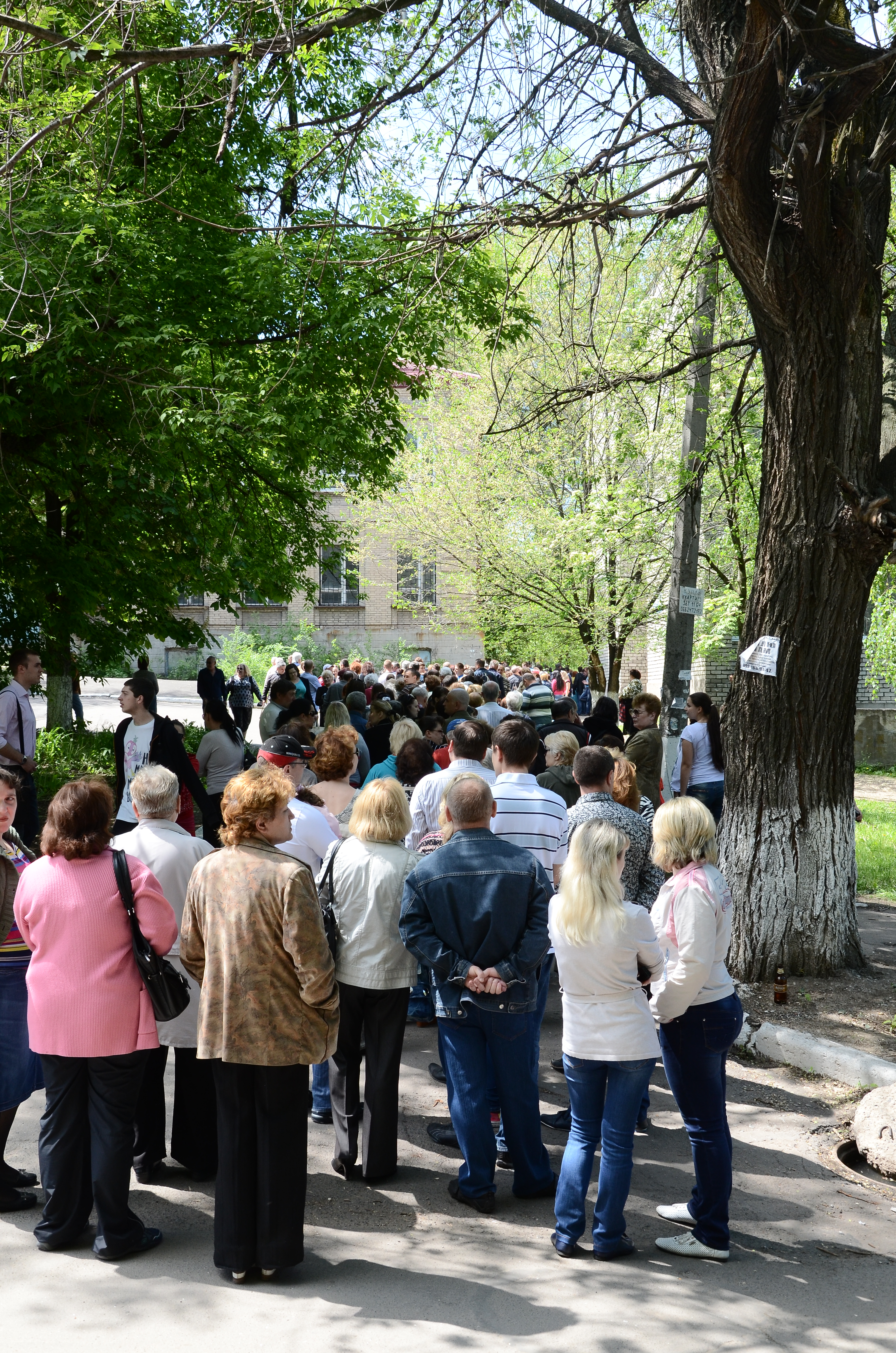
ドネツィクでの住民投票。2014年5月11日

なお、以下に挙げる分離宣言は全て一方的なものであり、2019年4月時点でいずれも共和国としての国際的な承認を受けていない。この件に関して、日本も「ウクライナの主権及び領土一体性を尊重する」として分離宣言を認めない方針であり、宣言後の住民投票に関しても「正当な物とは認められない」と表明している。

### 現存
- ドネツク人民共和国 - 4月7日に宣言[328]。 ドネツィク州領土の広い一帯を支配し、反政府のドンバス人民兵に支持されている[135]。5月11日に同共和国の地位に関する住民投票が行われた[329]。
- ルガンスク人民共和国 - 4月27日に宣言[210]。活動家達は4月8日からルハーンシクのSBU庁舎を占領し、4月27日までに市議会、検察庁、警察署の支配権を奪った[214]。同地方行政府は住民投票への支持を表明し、分離主義の指導者ヴァレリー・ボロトフに知事を任命した[330]。ドネツクと同じく、同地域の地位に関する住民投票が5月11日に行われた[331]。
- クリミア共和国 - 3月17日にクリミア自治共和国議会とセヴァストポリ市が宣言。地理的にクリミア全体を構成するこれら2機構は、ウクライナ国内では別々の行政区画として機能していた。両者は「クリミア共和国」として独立を宣言する目的で一つになった。2014年3月16日に行われたクリミアの地位に関する住民投票の後、同共和国をロシア連邦が併合して、ロシアの連邦市セヴァストポリとクリミア共和国という連邦構成主体に分割した。

### 不確定
- ノヴォロシア人民共和国連邦 - この連邦は、ドネツク人民共和国とルハンスク人民共和国との合意に基づいて2014年5月24日に創設された。この合意は住民投票による裏付けがされなかった。同年7月15日にノヴォロシアの名称を冠した[332]。2015年2月時点でノヴォロシアの状況は不明瞭である。元DPR首相アレクサンドル・ボロダイは2015年1月1日に「ノヴォロシアは存在しない」と発言し、提案された連盟は「実現にこぎつけられなかった夢」だったと語った[333][334]。しかし、オレグ・ツァロフが議長を務めるノヴォロシア議会は、政治振興の事務局として機能し続け[335]、2015年2月2日には人道支援の調整に携わった[336]。2つの人民共和国の軍隊はノヴォロシア連合軍 (United Armed Forces of Novorossiya) の中に組み込まれ[337]、ノヴォロシアの戦争旗が広く使用され続けた。2015年5月20日、ノヴォロシア連邦の指導者は連邦化「計画」の終了を発表した[338]。

### 失敗提案
- ハリコフ人民共和国 - 州庁舎を占領する抗議者によって4月7日に宣言された短命の共和国[241]。しかしその日遅く、ウクライナの特殊部隊が庁舎を奪還し、そのため抗議者が同建物全体の支配を終わらせた[241]。4月21日、集会にてデモ参加者が「人民知事」を選出したが、これが旧共和国に関連するものなかは不明である[207]。
- オデッサ人民共和国 - 4月16日にインターネットグループによって宣言されたが、現地のアンチマイダン抗議者達はそんな宣言を自分達はしていないと語った[339][340]。ハリコフ、ドネツク、ルガンスクとは異なり、オデッサの親露派抗議者はオデッサがロシアに加わるのではなくウクライナ内の自治区になることを望むと語った[206]。10月28日、ウクライナ保安庁は自分達が同地域に人民共和国を創設する計画を潰したと語った。彼らは武器貯蔵庫を発見して、分離主義団体のメンバーを逮捕した。彼らはまた、ロシア連邦軍参謀本部情報総局がこの計画の背後にいると発言した[341]。

## 国際社会の反応
- アルメニア - 3月下旬、セルジ・サルキシャン大統領はロシアのプーチン大統領と電話会談を行い、両者はクリミア住民投票が自由意志の表出を通じて自己決定権を行使する人々で実施されたものだと主張した。同時に、大統領は国際法とりわけ国連憲章の規範と原則を遵守することの重要性を強調した[342]。
- オーストラリア - 3月2日、トニー・アボット首相はウクライナにおけるロシアの行動が「.友人と隣人の[中略]行う類ではなく、ロシアは身を引くべきだと自分は考えている」と発言した[343]。3月3日、首相はオーストラリア下院に「ロシアは身を引いてウクライナから軍隊を撤退させるべきであり、ウクライナの人々が自分達で自らの将来を決定できるようにするべきだ」と語り、オーストラリア政府はアンドリュー・ロブ貿易相のロシア訪問を取り止めにした[344]。
- カナダ - 2月28日、ジョン・ベアード外相は「新政府を祝福しつつ、この重要な時期におけるウクライナの領土主権と国家統一については1994年ブダペスト宣言の義務を尊重する必要性」を強調した[345]。3月1日、電話にてスティーヴン・ハーパー首相と米オバマ大統領は「国際法を支持する国際社会における結束の重要性や、ウクライナの将来とその民主主義」を確認した[346]。同日、ハーパーはロシアのウクライナへの軍事介入を非難した。カナダはロシア駐在大使を呼び戻したほか、ロシアが議長を務める第40回G8サミットの準備から撤退したと発表した[347]。3月3日、庶民院はロシアのクリミア介入を非難する動議を全会一致で可決した[348]。これを受けて、ハーパー首相はロシアの行動を「侵略と占領」と呼び、ベアード外相は1938年のナチス・ドイツによるズデーテン併合と比較した[349]。カナダはその後ロシアとの軍事協力を全て停止し、3月4日にウクライナ国旗がオタワの議事堂で掲揚された[350][351]。2014年3月7日、カナダは24時間以内に自国領土を離れるようロシア軍兵士（少なくとも9人）に要請した[352]。
- 中国 - 「我々はウクライナの独立、主権および領土一体性を尊重する」と中国政府は述べた。報道官は他国に内政干渉しないという中国の信念を再確認し、対話を促した[353][354]
- 欧州連合 - 3月1日、欧州連合外務・安全保障政策上級代表のキャサリン・アシュトンはウクライナで軍事行動を行使するというロシアの決定にEUは「遺憾である」と述べ、それを「不当な緊張激化」だと表現した。彼女は「ウクライナおよび国際法を完全に尊重して、対話を通じて直ちに緊張を緩和するよう全ての側に」要請した。また彼女は「ウクライナの統一国家、主権、領土一体性は全ての側から常に尊重されなければならない。この原則への違反は何であれ容認できない。これまで以上に自制と責任感が必要とされる」と付け加えた[355]。
- ドイツ - ドイツ主導の国際的な軍事検証任務団の拘留に対して、フランク＝ヴァルター・シュタインマイアー外務大臣は「OSCE監視団とウクライナ治安部隊を虜囚として公衆のなか行進させるのは極めて不快であり、被害者の尊厳を激しく傷つけている」と述べた[356][357]。またシュタインマイアーは「銃声が止んだ時にのみ、強固な停戦に基づく場合のみ、危機解決の交渉を想像できる」と語った[358]。
- ハンガリー - この騒乱の文脈で、オルバーン・ヴィクトル首相はウクライナ西部に住むハンガリー人には「二重国籍を付与される必要があり、全てのコミュニティ権利を享受する必要があり、自治の機会を与えられる必要がある」と発言した[359]。
- インド - インド国家安全保障顧問のシブシャンカル・メノンはロシアがクリミアで正当な利益を有していると主張し、危機を解決するために「持続的な外交努力」と「建設的な対話」を要請した[360]。ただし、国家安全保障顧問はインド内閣の一部ではなく、メノンの声明はインド政府が発表した公式声明ではない[361]。その後インドはロシア政府に対するいかなる「一方的な措置」も支持しないと、次のように明言した「インドはどの国に対しても一方的な制裁を支持したことはない。したがって、我々はロシアに対する国家や国際団体による一方的な措置も支持しない」[362]。

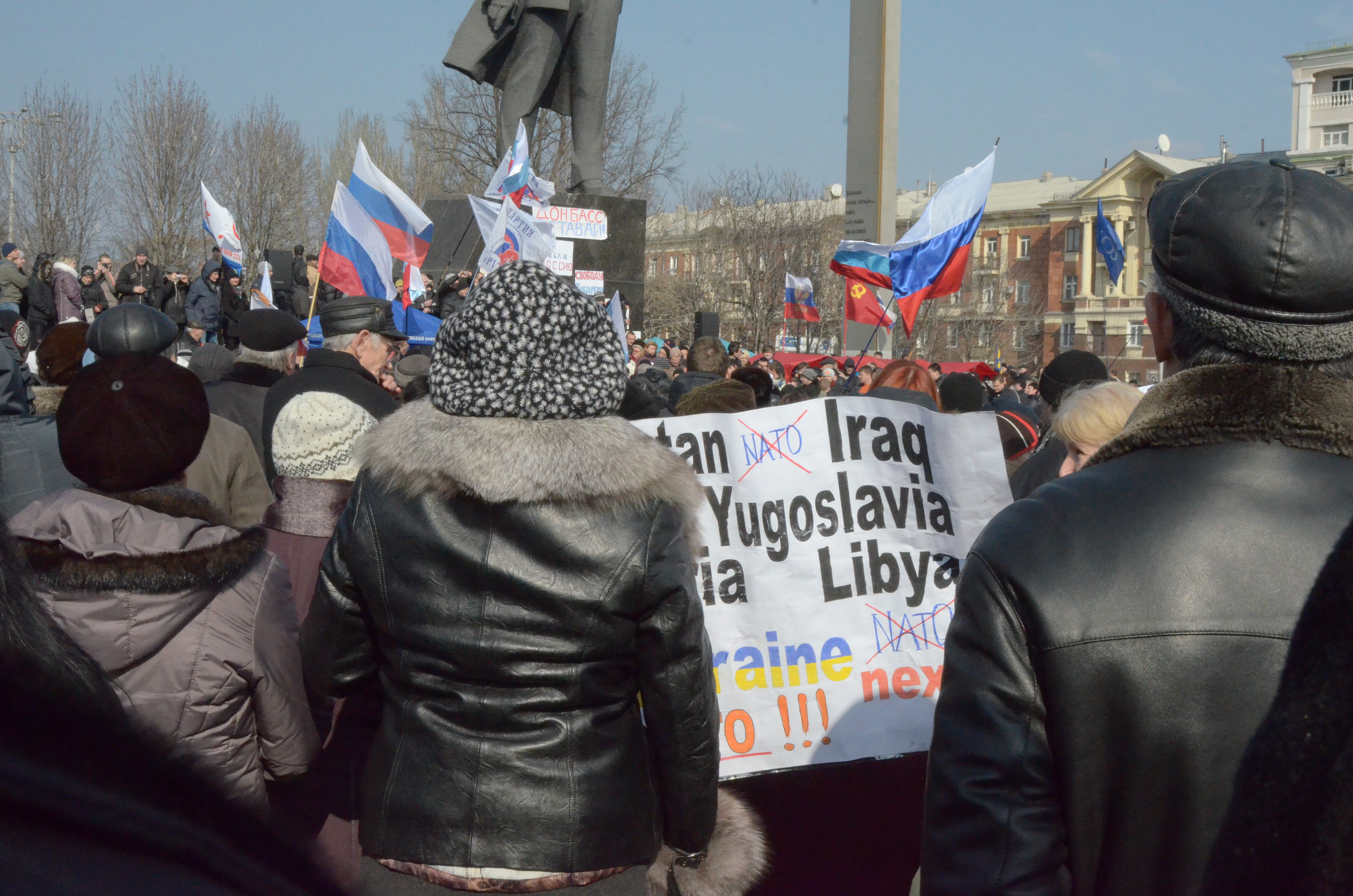
ウクライナへのNATOの関与に反対するドネツィクの住民。2014年3月9日

- イタリア - 首相のマッテオ・レンツィは、プーチンが「容認できない違反」を犯したと非難した[363][364]。3月19日、レンツィは代議院での演説中に、クリミアの地位についての住民投票は違法であり、G8諸国は危機を解決するために協調体制をとり、冷戦復活を防がなくてはならないと述べた[365]。
- NATO - 3月2日、NATO事務総長のアンダース・フォグ・ラスムッセンは、ロシアの軍事行動およびプーチン大統領によるウクライナに対する脅迫の疑惑から、北大西洋理事会を招集した[366]。
- 欧州安全保障協力機構(OSCE) - OSCE議長のディディエ・ブルクハルターはOSCE参加国が派遣した軍事査察官のスラビャンスクでの拘束を非難し、彼らの解放を要請した[367]。ブルクハルターは、武装していない軍事査察官の拘束は「容認ならざるもので、同国内における全ての国際的監視団の安全が保証および確保される必要がある」と強調した[367]。この事件では「状況の過激化を食い止めて難局から抜け出す道を目指した、ウクライナ、ロシア連邦、米国、欧州連合によって合意した直近のジュネーブ声明の精神に反することが行われている」と彼は語った[367]。またブルクハルターは「包括的対話を通じてウクライナの危機を解決する」よう当事者達に要請した[367]。5月2日のウクライナ全土にわたる過激化に対応して、OSCE監視団のエルトゥールル・アパカン長官は「全ての側がが最大限の自制を行い、流血を避けて平和的に互いの相違点を解決する」よう要請し、現状について「過激化を食い止める必要があります[中略]特別監視任務はこの目的を促すためにここにいるのです。我々はウクライナ人民のためにここにいるのです」と語った[368]。
- ポーランド - トマシュ・シェモニャク国防相は、ウクライナでの出来事が「戦争状況の特徴である」と述べた[369]。
- ルーマニア - モスクワ当局とブカレスト当局間の厳しい言葉の応酬がウクライナ危機の文脈で噴出した。ロシア政府の副首相でEUおよび米国から制裁を受けた高官の一人ドミトリー・ロゴージンはSNS上で「米国の要請に応じて、ルーマニアは自機の飛行空域を閉鎖しました。ウクライナは自分が再び通過することを許可していません。次回はTu-160に乗って飛行するつもりです」と述べた[370]。ロゴージンの声明はブカレスト当局を憤慨させ、これらを脅迫だと分類した[371][372]。

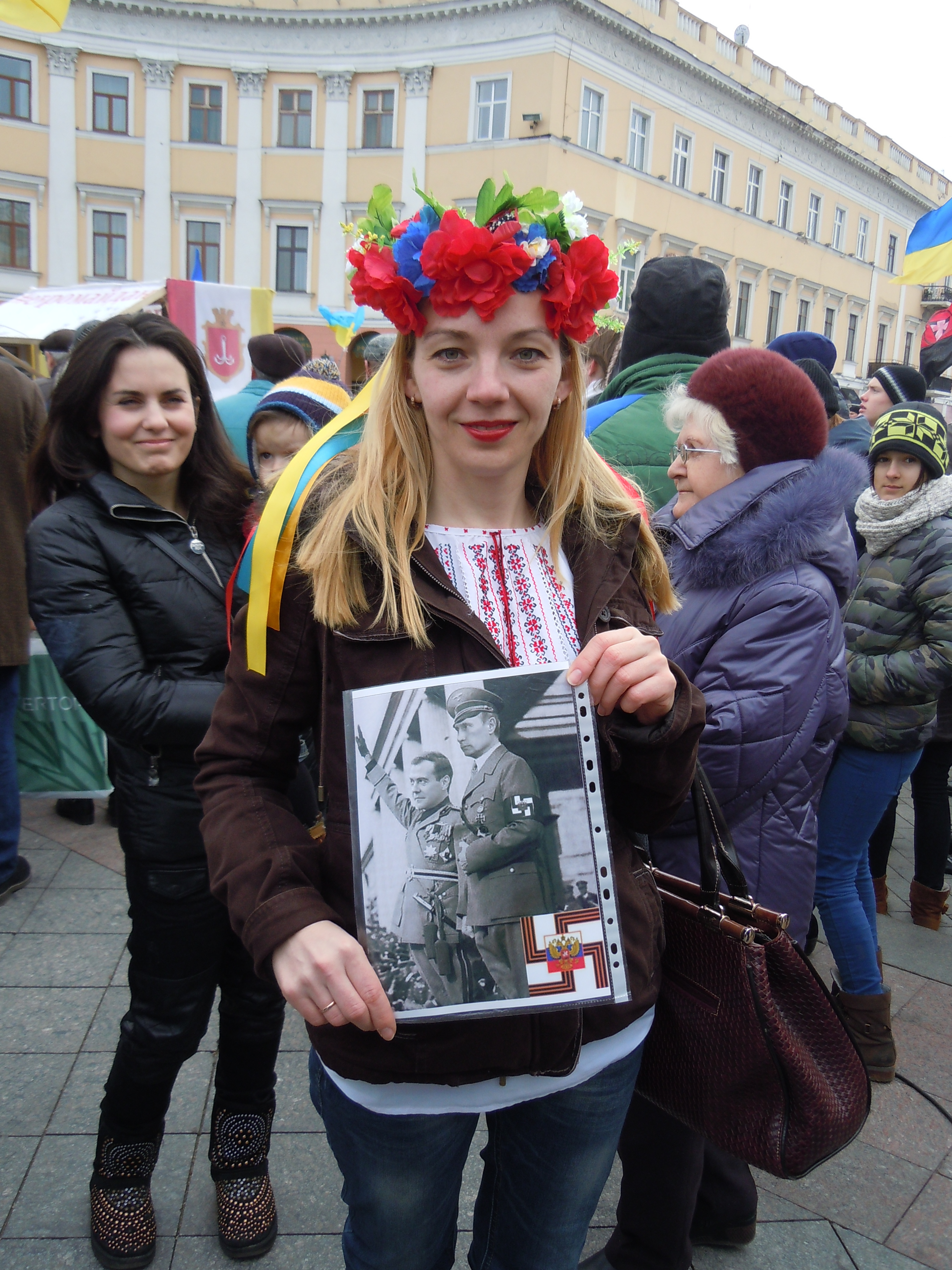
ウラジーミル・プーチンとドミートリー・メドヴェージェフをナチスとして描いた肖像画を持つ反ロシア政府の抗議者。鉤十字はセントジョージ・リボンの色（黒とオレンジ、ロシア軍の象徴）で描かれ、その中央にロシアの紋章がある。

- ロシア - 2014年4月8日にロシア外務省は公式ウェブサイト上の声明で「我々は、内戦に繋がりかねない軍事準備について何であれ即時停止を要請する」と述べた[373]。同省は、兵士を装った「民間軍事組織グレイストーンの派遣したアメリカ人専門家」と呼ばれるものとウクライナの極右団体「右派セクター」の過激派がウクライナ東部での弾圧に備えるウクライナ軍に加わったと主張した[373]。4月7日、ガーディアン紙の意見記事でロシアのセルゲイ・ラブロフ外相は、ウクライナを不安定化させた罪を犯したのはEUと米国であってロシアではないとして「EUと米国は東西間で痛みを伴う選択をウクライナに強要し、内部の違いをさらに悪化させようとしている」「ロシアはウクライナの早期安定化を促進するために全力を尽くしている」と書いた[374][375][376]。6月12日（ロシアの日）にウクライナのポロシェンコ大統領がロシアのプーチン大統領へ祝賀を贈ったにもかかわらず、プーチンは8月24日（ウクライナ独立記念日）に祝賀を贈らなかった。プーチンはまた「いわゆるヨーロッパの価値観とは何なのか? 軍隊の助けを借りて、クーデター、武力による権力弾圧、反対意見の抑圧を維持することなのか?」とも発言した[377]
- ウクライナ - オレクサンドル・トゥルチノフ大統領は4月30日に「率直に言わせてもらえば、現時点で治安機構はドネツィクとルハーンシク地域の状況を迅速に管理下に戻すことができていない」と発言し、「市民の保護を任された」治安部隊は「頼りない」と述べた[6]。4月7日、ドネツクとルガンスクの自称共和国内で武装勢力に対抗する「反テロ」作戦が開始された[378]。
- イギリス - ロシア政府がウクライナによるスラビャンスクでの反攻に怒りを宣言したことに反応して、英国国連大使のマーク・ライアル・グラントは「ロシアによる偽善の規模は息をのむほどである。[中略]ウクライナの均衡ある計画的な行動に対するロシアの自演的な怒りには誰も納得しない」と発言した[379]。
- アメリカ - ジョン・ケリー国務長官は2014年4月7日、ハルキウ、ドネツィク、ルハーンシク、マリウポリでの紛争はロシアの支援と共に慎重に指揮された軍事行動だと語った[380][381]。ビクトリア・ヌーランド国務次官補は、ウクライナ東部における政府庁舎占拠の背景にロシアがいることに疑いの余地はないと述べた[382]。ウクライナ駐在米国大使のジェフリー ・R・ピャットは、その武装勢力をテロリストだと位置付けた[383]。4月30日、ジョン・ケリーはロシア政府が同地域における親露派抗議行動を指示していることを電話盗聴にて掴んだと述べた[384]。7月7日、米国政府とフランス政府は、ドネツィク州およびルハーンシク州の反政府勢力に圧力をかけてウクライナ政府との停戦に向けて対話を行わせるよう、ロシアのプーチン大統領に要請した。
- 国際連合- 潘基文事務総長は3月14-16日の週末にウクライナ東部で起きた暴動を非難し、全ての当事者に「暴力を控えて、政治的・外交的解決を追求する際には過激にならず包括的な国内対話に身を委ねる」よう要請した[385]。

### 制裁
騒乱の過程で、アメリカ合衆国はこの危機に関連があると述べたロシアの個人や企業に経済制裁をするようになり、EU、カナダ、ノルウェー、スイス、日本もこれに追随した。最初の制裁発表にて、米国は制裁対象となる個人を幾人か挙げており、その中でも元ウクライナ大統領のヤヌコビッチを「ウクライナの平和、安全保障、安定、主権、領土一体性を脅かし、ウクライナの民主主義制度を弱体化させているため」と説明した。ロシア政府は、アメリカやカナダに対抗して一部制裁措置に同様の対処を行った。騒乱激化が続く中、EUとカナダは5月中旬にさらなる制裁を課した。

### ウクライナに関するジュネーブ宣言
4月10日に、ウクライナ、米国、ロシア、欧州連合(EU)は、ウクライナ危機の終結を交渉しようと、ジュネーブでの四国間会合を4月17日に開催することで合意した。同会合ではウクライナに関するジュネーブ宣言と呼ばれる文書を作成し、これは全ての側が危機の「緊張を緩和」するための措置を実施することで合意したものである。ウクライナにいる「違法な武装集団の武装解除および違法に占拠した建物の法的所有者への返還を求め、死罪に値する犯罪者を除き、公共施設等の建物および武器を明け渡した抗議者については恩赦を認める」ことで当事者4者全てが合意した。これらの措置は欧州安全保障協力機構(OSCE)の特別監視団によって監督される。またウクライナ憲法の「憲法的手続きも包括的なものであり、明確に説明可能なもの」となることで4者が合意した。この共同声明は米国とEUによるロシアへの追加経済制裁を一旦保留にした。

### 国家統一協議
ウクライナ危機を解決するためのOSCEによる発案の一環として、5月14日から国家統一協議(national unity talks)がキーウで行われた。ウクライナ政府が「自国で戦争を仕掛けようとする武装した人達、自分の意志というか他国の意志を命令しようと武器を手にする人達、彼らに対して我々は法的手続きを行使するつもりであり、彼らは裁判に掛けられることになろう」と発言したことで、ドネツィクおよびルハーンシク出身の分離主義者は代表参加を受けなかった。OSCEは、ロシアのプーチン大統領がその発案を支持していると述べた。同時に、ロシアのセルゲイ・ラブロフ外相は分離主義者がこの協議に加えられるべきだと述べた。実際のところハルキウ出身の分離主義者は出席を招待されたが、彼らが参加を拒否した。

### 15項目の和平計画

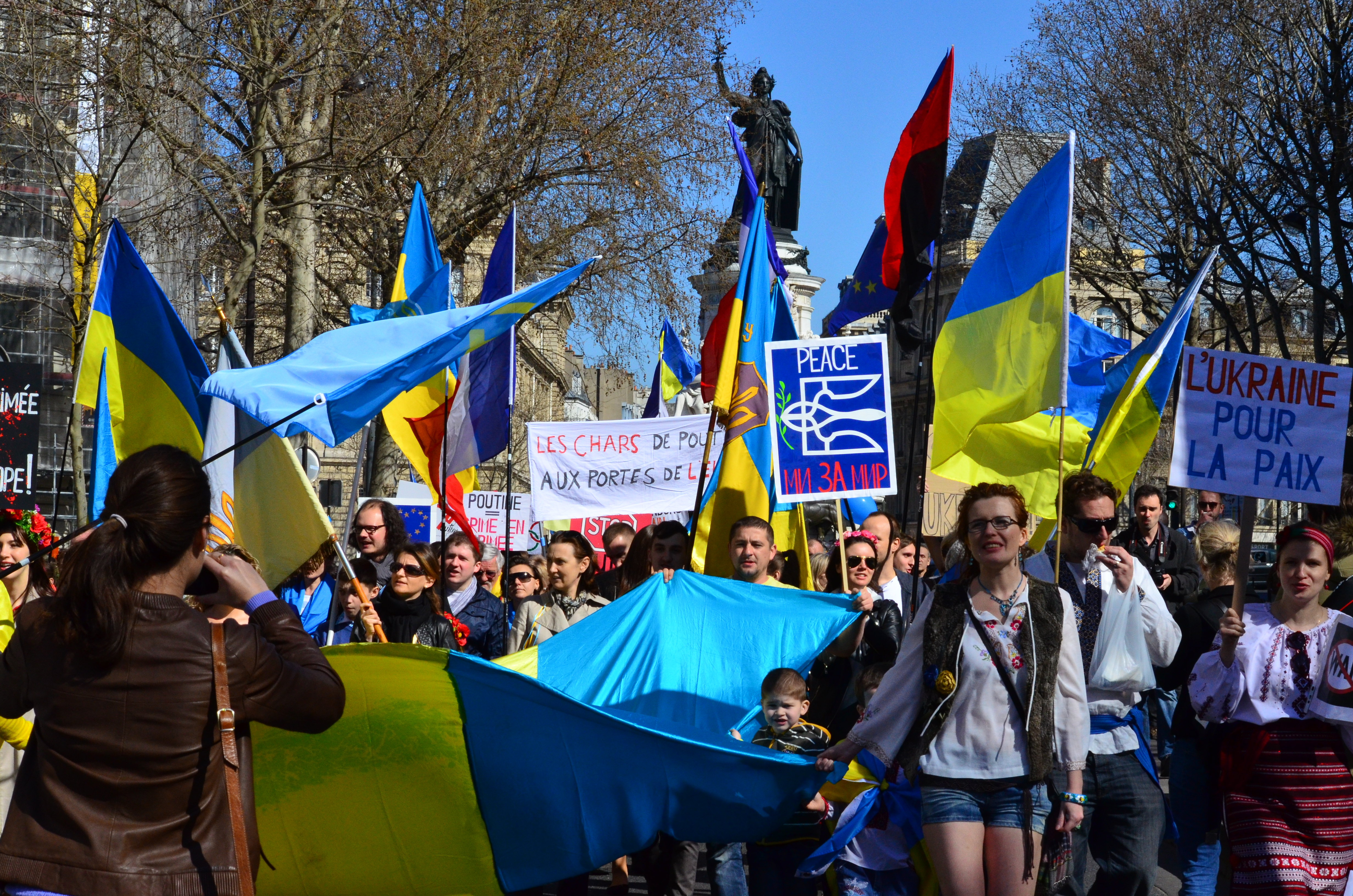
パリにて、ウクライナの平和に向けたデモ参加者達

6月20日、ウクライナのペトロ・ポロシェンコ大統領が15項目の和平計画(Fifteen-point peace plan)を発表した。6月20日から1週間の停戦を要請したこの計画には、分離主義者に占拠している建物を明け渡してもらい、権力をキーウの中央政府から地方分権化して、ロシア語の権利を保護する目的があった。以下がその15項目である。
1. 交渉参加者全員の安全を保証
2. 武器を置き、重罪を犯さなかった人達に対する恩赦
3. 人質の解放
4. ウクライナ-ロシア間国境に10kmに及ぶ緩衝地帯の創設。違法な武装勢力の撤退
5. ロシア側傭兵とウクライナ側傭兵が脱出する安全な通り道
6. 軍縮
7. 戦闘行方不明者(MIA)の実態を合同パトロールする部隊の創設
8. ドネツィクおよびルハーンシク地域で違法占拠された行政施設の解放
9. 地方行政府の機能回復
10. ドネツィクおよびルハーンシク地域における中央テレビ・ラジオ放送の復旧
11. 権力の地方分権（執行委員会の選出、ロシア語の保護、憲法改正案を通じて）
12. 選挙前のドンバス知事および議員達の調整
13. 早期の地方選挙および議会選挙。
14. 地域での雇用創出プログラム
15. 産業および社会インフラの復興

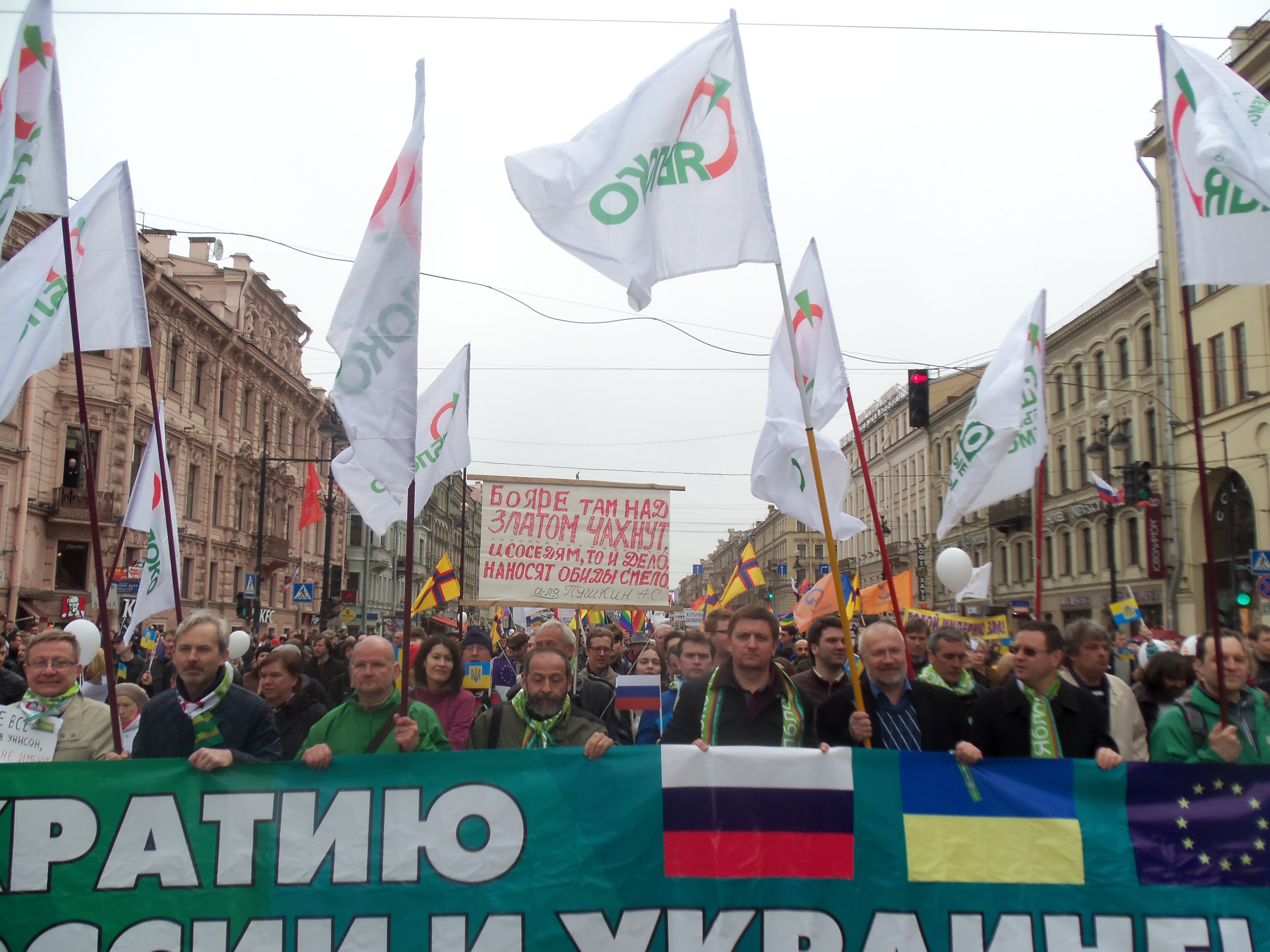
サンクトペテルブルクでの反戦デモ。2014年5月1日

ロシアのプーチン大統領はこの計画に一部支援を申し出たが、交渉に分離主義者を入れるようポロシェンコに要請した。ロシアのセルゲイ・ラブロフ外相は、ポロシェンコの和平計画が「最後通牒のように見える」と発言した。ポロシェンコは以前、武装した分離主義者との交渉を拒否した。ウクライナにて特別監視任務をするOSCE監視団は6月21日にドネツク人民共和国の代理人と会談し、この和平計画について討議した。当共和国は停戦を拒否すると代理人は語り、ドネツク人民共和国政府の主な要求は「ドンバスからのウクライナ軍撤退」および当共和国の国家承認だと述べた。しかし6月23日にドネツィクで行われた、分離主義者、ウクライナ当局とロシア当局、OSCEとの最初の和平交渉の後、ドネツク人民共和国のアレクサンダー・ボロダイ首相は我が軍隊は停戦に応じるつもりだと述べた。この声明の直後、スラビャンスクにいる分離主義者がウクライナ軍のヘリコプターMi-8を撃墜し、搭乗者全員が死亡した。その翌日ウクライナ大統領府は、この停戦が反政府勢力によって少なくとも35回破られたとの声明を発表した。ポロシェンコ大統領も停戦破棄を検討していると語り、ボロダイは「停戦になってはいない」と発言した。
それにもかかわらず、ポロシェンコは破棄予定6月27日から停戦を3日間延長した。この行動に対し、キーウの抗議者たちは停戦破棄を要求するため大挙して街頭に出た。この停戦は政府と分離主義勢力の衝突にほとんど影響を及ぼさなかったが、少なくとも5人の政府軍兵士が停戦中に死亡した。7月までにこの和平案は途中で崩壊し、双方がお互いの度重なる違反を非難した後ポロシェンコは停戦を破棄した。ウクライナ軍19人が死亡したロケット砲撃を受けて、ポロシェンコは分離主義者に「人民兵は我が兵士それぞれの命に対し、数百の命で贖ってもらうことになる。責任を免れるテロリストは一人も存在しないだろう」と報復を誓った。

## 主な当事者

### 親ロシア派

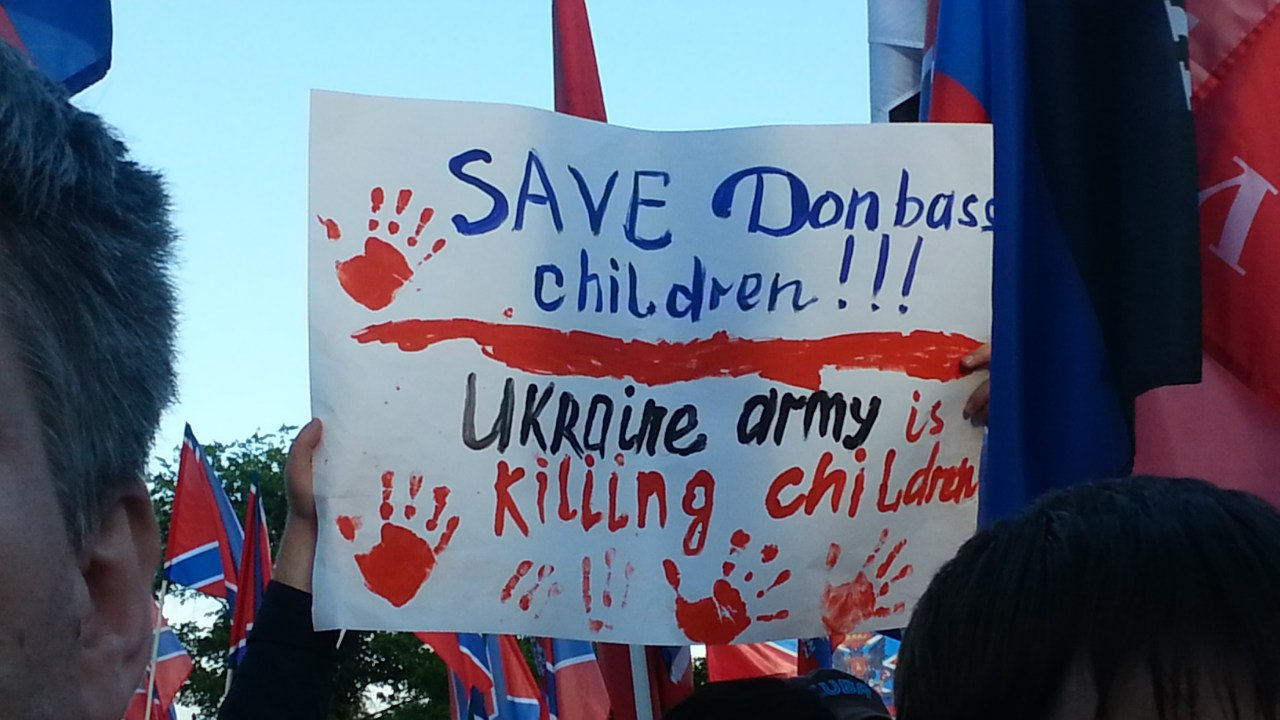
モスクワで行われた、ウクライナ東部での親ロシア派騒乱を支持する集会。2014年6月11日

- イーゴリ・ギルキン（ロシアの治安官、スラビャンスクを制圧するロシア兵武装団の指導者）[410]
- パヴェル・グバレフ（自称ドネツクの「人民知事」）[411]
- ロバート・ドニア（自称ドネツクの「人民副知事」)[412]
- ミハイル・チュマチェンコ（自称「ドンバス人民兵」の指導者）[413]
- ドミトリー・クズメンコ（自称マリウポリの「人民市長」)[414]
- アントン・ダビチェンコ（3月までオデッサの指導者）[415]
- アレクサンドル・ハリトノフ（「ルガンスク警備」組織の指導者）[416]
- アルセン・クリンチャエフ（ルガンスクの分離主義指導者、地域党の党員）
- ユーリ・アプフティン（追放された「南東軍」組織の指導者。拘留中）[417]
- 一部のロシア国民（地政学者のアレクサンドル・ドゥーギン[418][419]、政治家のセルゲイ・クルギニヤン[420]、超国粋主義者のアレンサンドル・バルカショフ[421]など）

プーチン大統領の元顧問で、ワシントンDCにあるケイトー研究所の上級研究員アンドレイ・イラリオノフは、少なくとも2,000人のロシア情報当局者がウクライナ東部で活動していると推定している。ウクライナの諜報機関は、これまで自国領土で40人以上のロシア軍事諜報部またはロシア連邦軍参謀本部情報総局(GRU)の工作員を逮捕している。
国外からはチェチェン、アブハズ、オセチア、コサックの準軍事組織がドネツィクとルハーンシクの反政府勢力に積極参加している。

### ウクライナ政府側

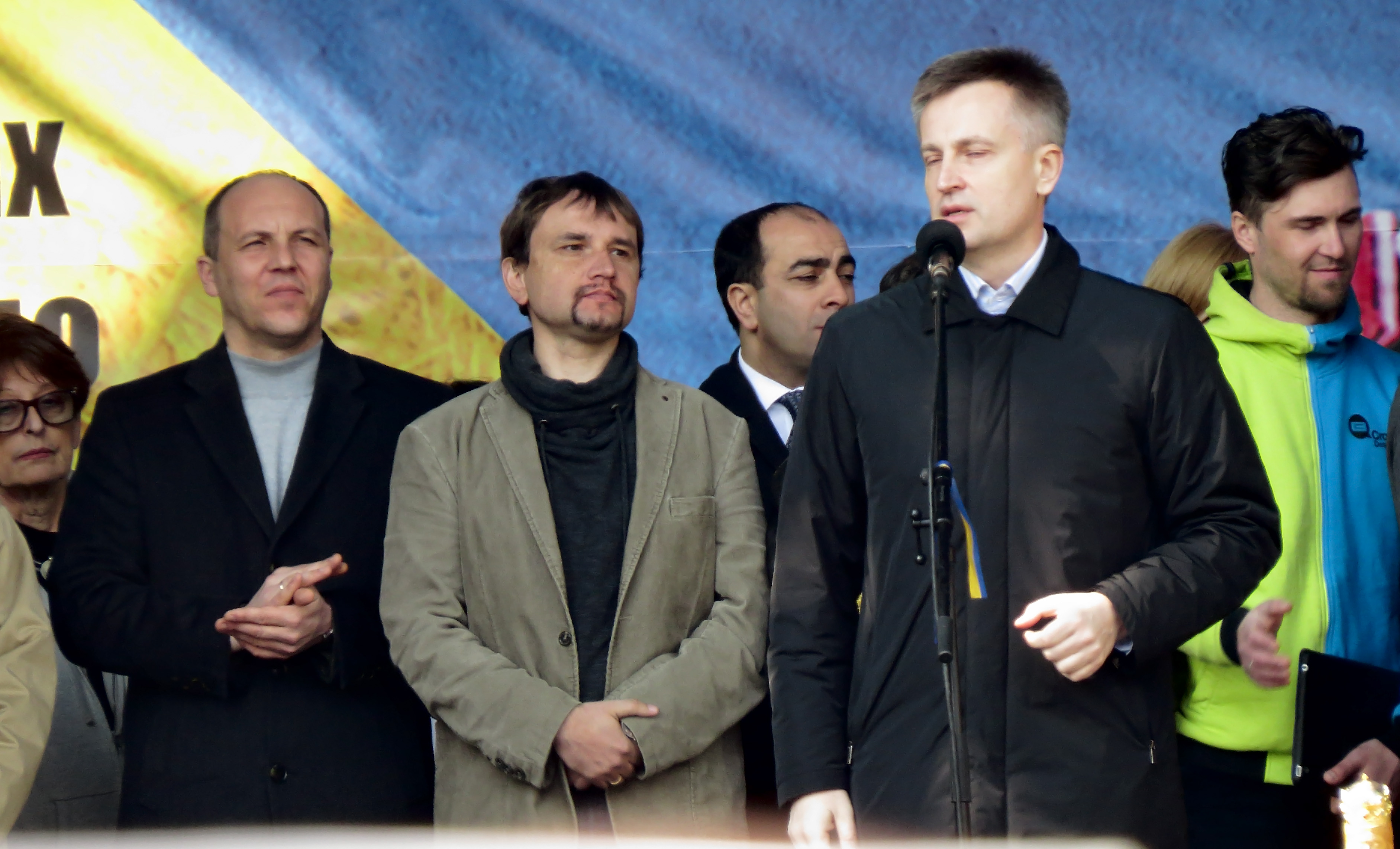
ウクライナ保安庁のバレンティン・ナリバイチェンコ長官（話中）とアンドリー・パルビー（左端）。2014年3月23日

- ナディア・サフチェンコ（ウクライナ軍の女性パイロット。捕虜交換の一環で釈放され、ウクライナに帰国すると「英雄」として歓迎を受けた）[426]
- アンドリー・パルビー（ウクライナ国家安全保障・国防会議の議長。ウクライナ東部における政府側の軍事作戦を監督）[427]
- アンドリー・ビレツキー（極端な民族主義組織とされるウクライナ愛国者 (Patriot of Ukraine) の指導者で、アゾフ大隊の司令官）[428][429]

国外からは、チェチェン紛争時の反ロシア組織が、ウクライナ政府のために分離主義者と戦ったとされている。

### OSCE監視団
欧州安全保障協力機構(OSCE)の監視団は、ウクライナ政府による要請およびロシアを含むOSCE全加盟国間の合意を経て、ウクライナに派遣された。4月6日に配備された特別監視任務(SMM)は、ウクライナに留まって「緊張を緩和し、平和、安定、安全を促進する」ことだった 5月26日にSMMはドネツィク州で監視員4人と連絡が取れなくなり、5月29日にルハーンシク州でも別の4人と連絡が取れなくなった。両グループは分離主義者によって1ヶ月間拘束され、それぞれ6月27日と6月28日に解放された。

### 造反者
ウクライナからロシアへの造反
紛争を通じて、警察と軍の双方から自らの役職を捨てた（脱走）あるいは分離主義者に造反したという報告があった。オレクサンドル・トゥルチノフは、多数のウクライナ軍と治安要員がウクライナの軍事装備と共に分離主義者に加わったと述べた。内務省の報告書には、5月23日までに1万7000人以上の警官がウクライナ東部の反政府勢力に造反したと書かれている。
ロシアからウクライナへの造反
7月19日、ウラジオストクにいる元ロシア連邦保安庁のイリヤ・ボグダノフ中尉は、先ごろ着任したウクライナ東部およびダゲスタンの状況を刺激するためにロシアがついた嘘にこれ以上耐えられない、と主張してウクライナに造反した。7月24日、ロシア軍兵士アンドレイ・バラバノフは「最終的に自分はこの戦争に参加せず、ウクライナ側に着く決断をしました。これはロシアの政治指導者に対する私の抗議です」と語り、ウクライナに政治亡命を要請した。バラバノフは、自分の部隊が分離主義者を救援するため「軍事情報、GRU、専門家、チェチェン人」をウクライナに送り出したと主張した。彼は自分の部隊が「ロシア語話者の同胞を救うためにウクライナに派遣されると信じ込むよう洗脳された」と主張し続けた。

## 逮捕者

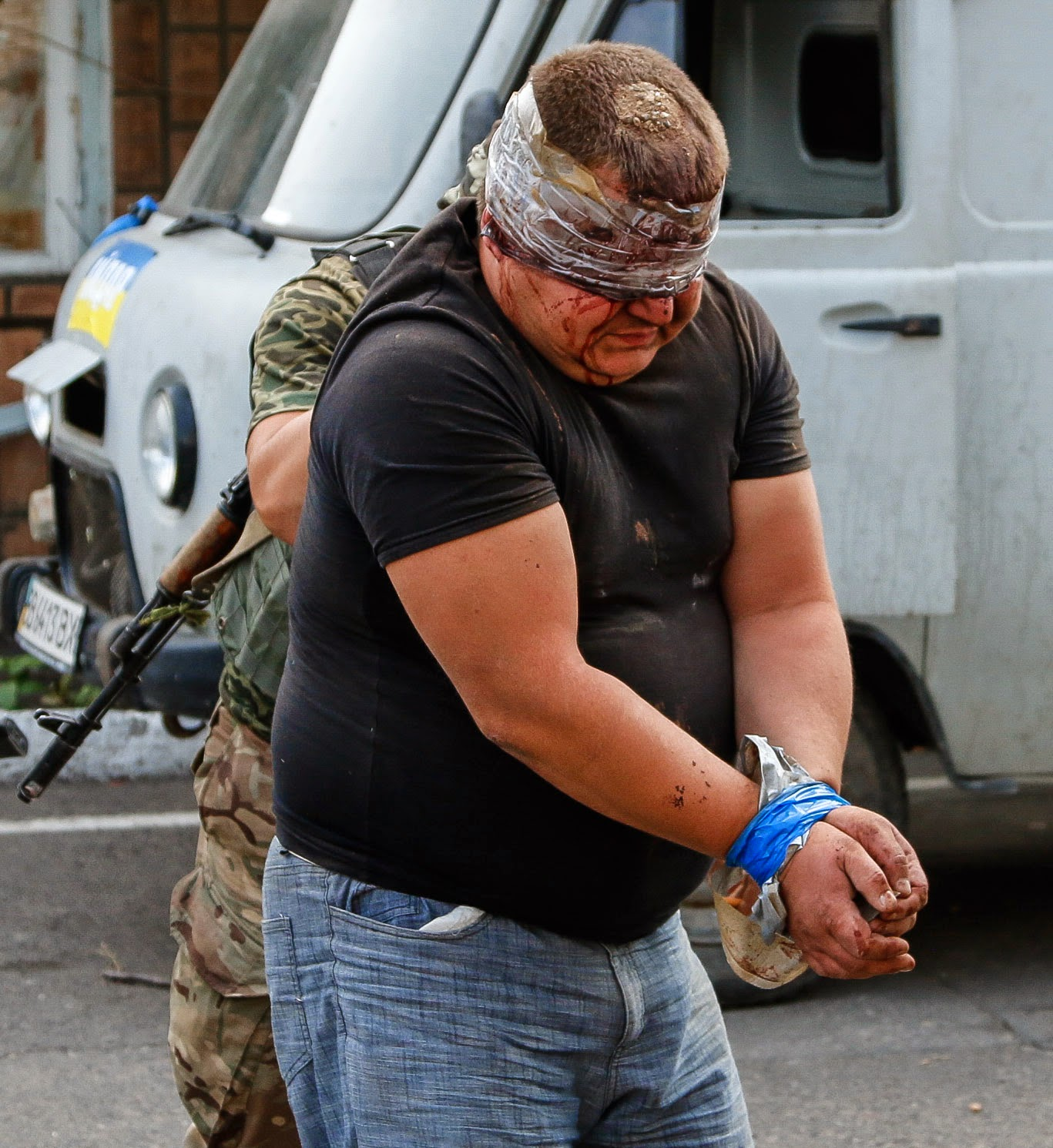
ウクライナ兵士に拘束された分離主義支持者。2014年7月30日

4月5日、ウクライナ保安庁(SBU)はルハーンシクで15人の集団を逮捕し、機関銃300、対戦車グレネードランチャー1、拳銃5、火炎瓶や大量の滑腔砲といった武器も押収した。「この一団は4月10日に武器や爆発物を使った民間人の脅迫を通じてルハーンシク地域での武力占拠を実行する計画を立てていた」とSBUの報道官はインテルファクス=ウクライナに語った。
4月12日、暴動の組織化や庁舎占拠を任されていた"K"という妨害工作員がハルキウのSBUに逮捕され、その後70人がポルタヴァとハルキウの境界で逮捕された。彼らはバスで移動しており、爆発物、火炎瓶、バット、盾、ヘルメット、ナイフなどの武器所持が発覚した。
4月19日時点で、SBUはロシア国民117人を逮捕した。ここには少なからずロシア連邦軍参謀本部情報総局(GRU)の工作員が含まれている。

### 懸賞金
2014年4月、世界的な富豪でドニプロペトロウシク知事のイーホル・コロモイスキーは、ロシア工作員の逮捕に1万ドルの懸賞金を掛けた。彼はまた、反政府勢力に属する武器を明け渡すことにも報酬（機関銃に各1,000ドル、重機関銃に各1,500ドル、グレネード・ランチャーに各2,000ドル）を出した。4月19日、ロシア人妨害工作員の捕獲に対して彼は初となる懸賞金1万ドルを支払った。

## ギャラリー

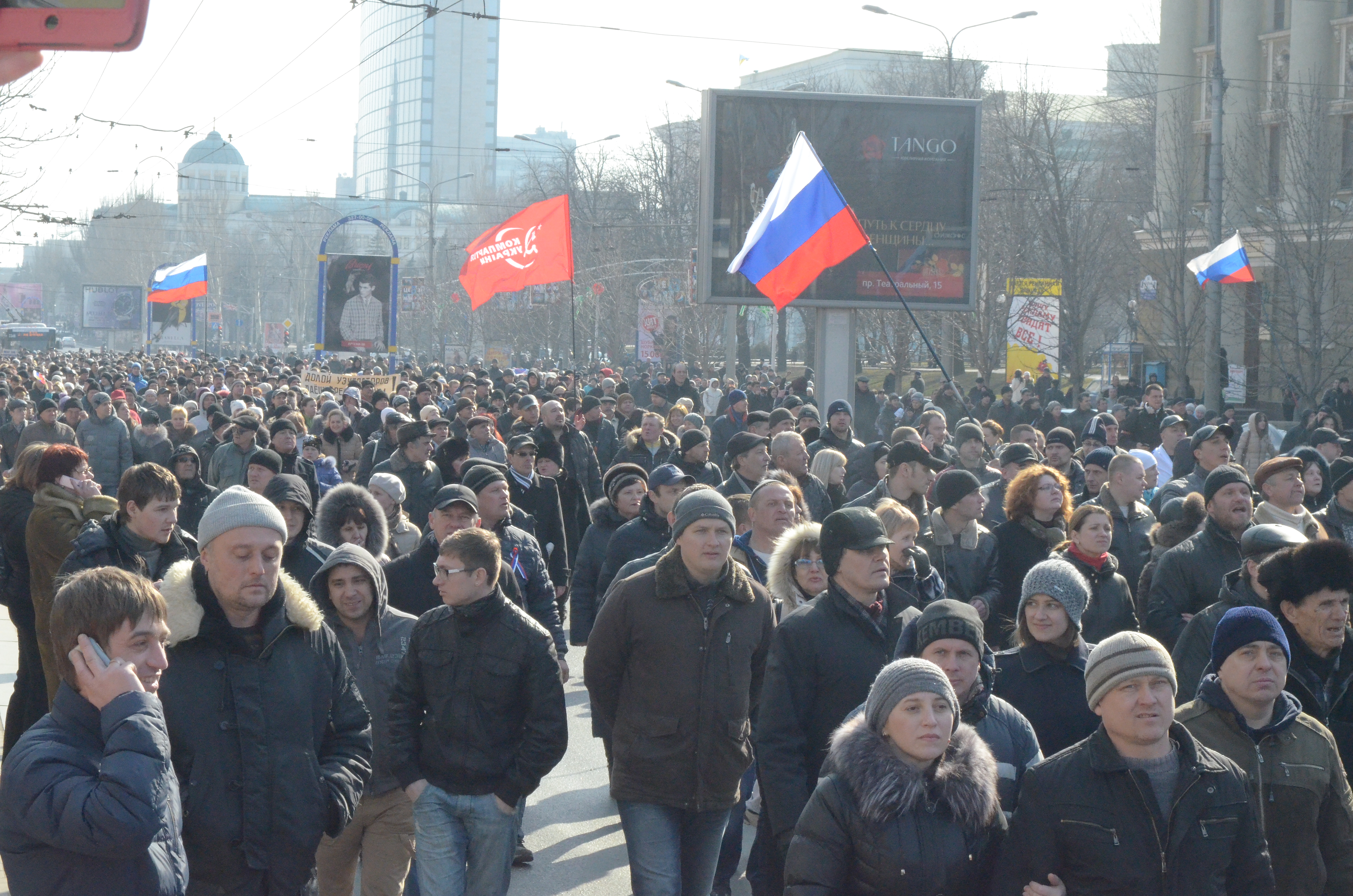
ドネツィクの親露派デモ。2014年3月9日
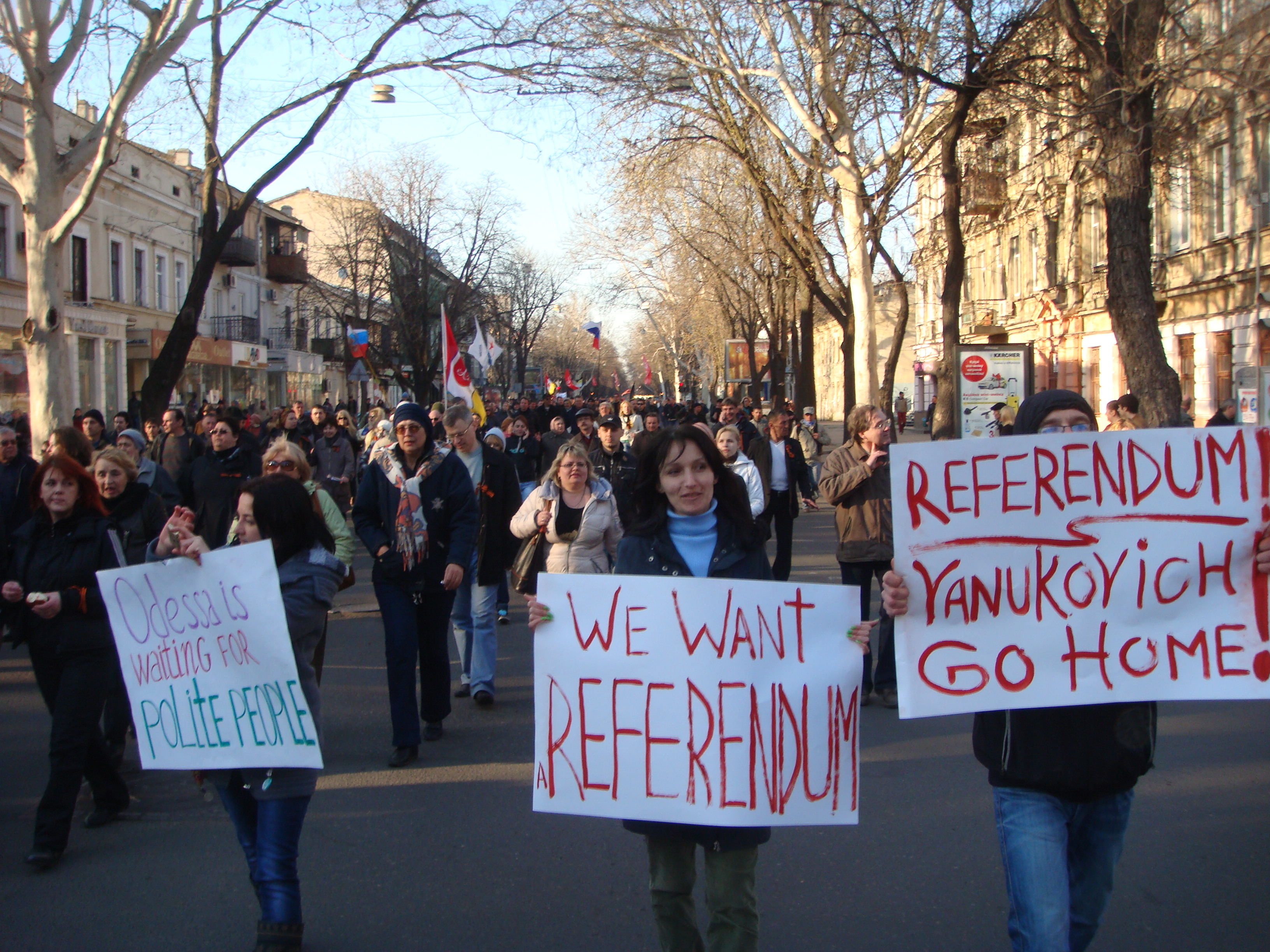
ドネツィクの親露派抗議者。2014年3月1日
- オデッサの街道を行進する親露派抗議者。2014年3月30日
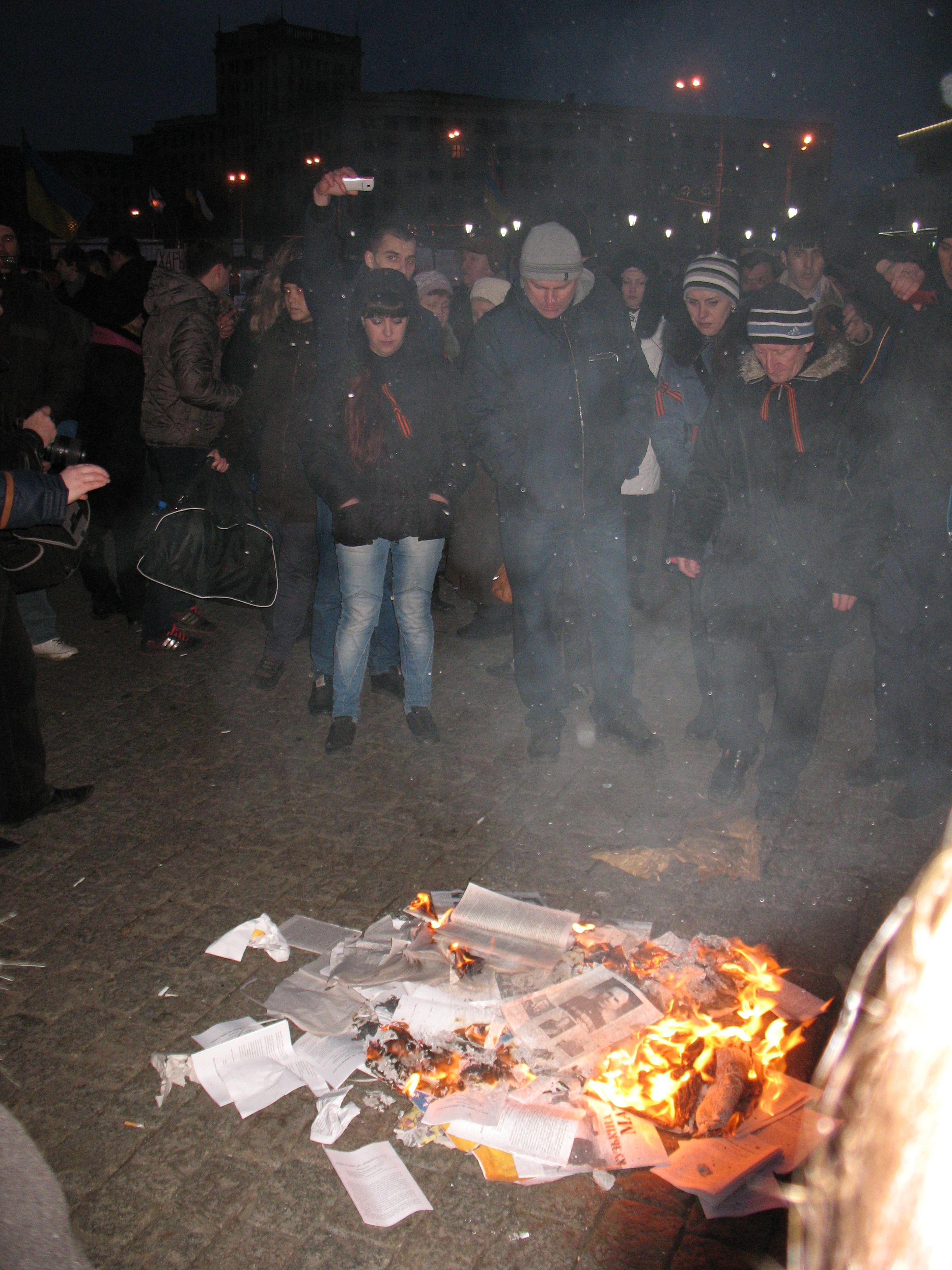
ハルキウにて抗議者達が極右団体からの文献を焚書。2014年3月1日
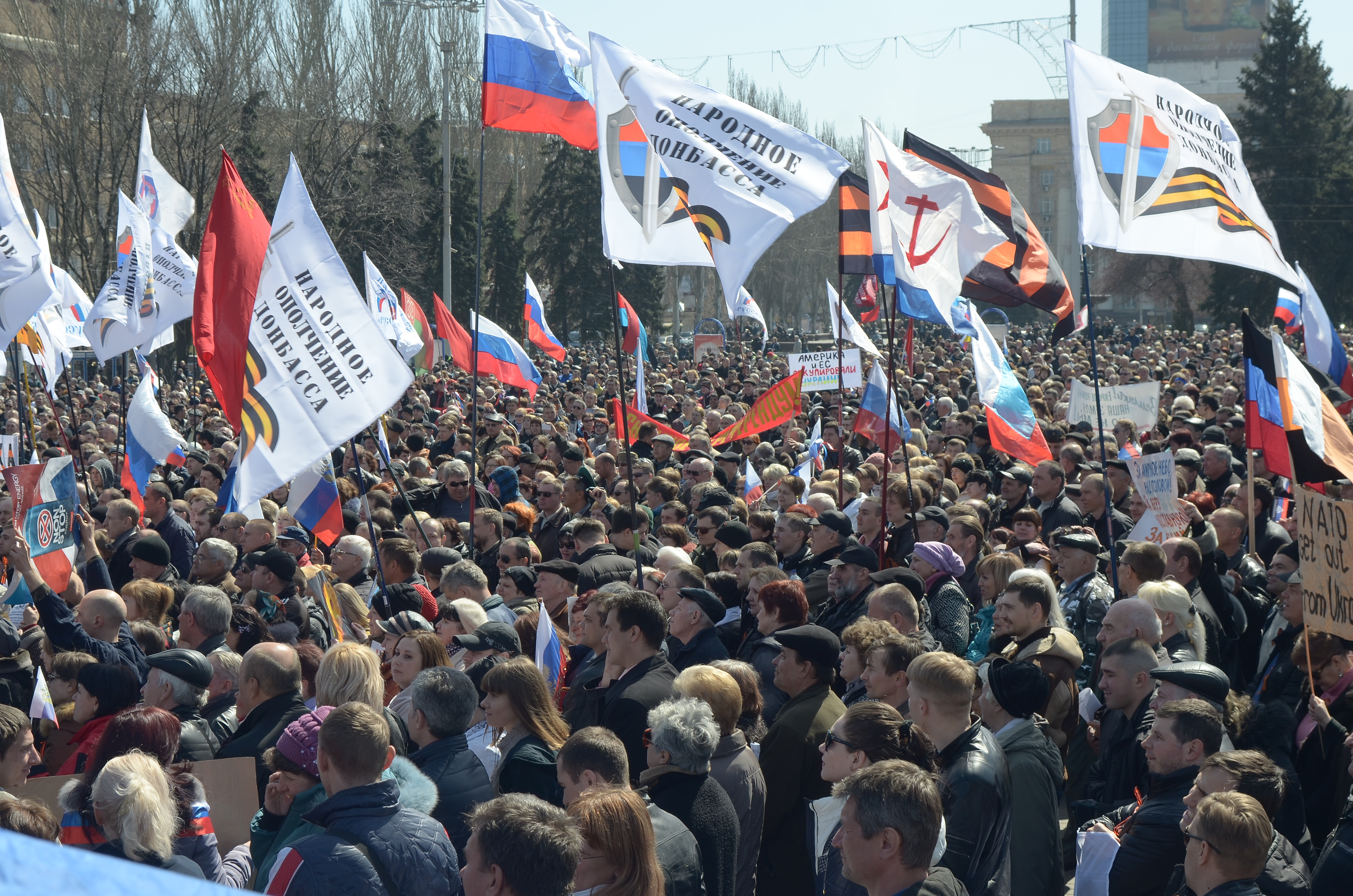
ドネツィクの親露派抗議者。2014年4月6日
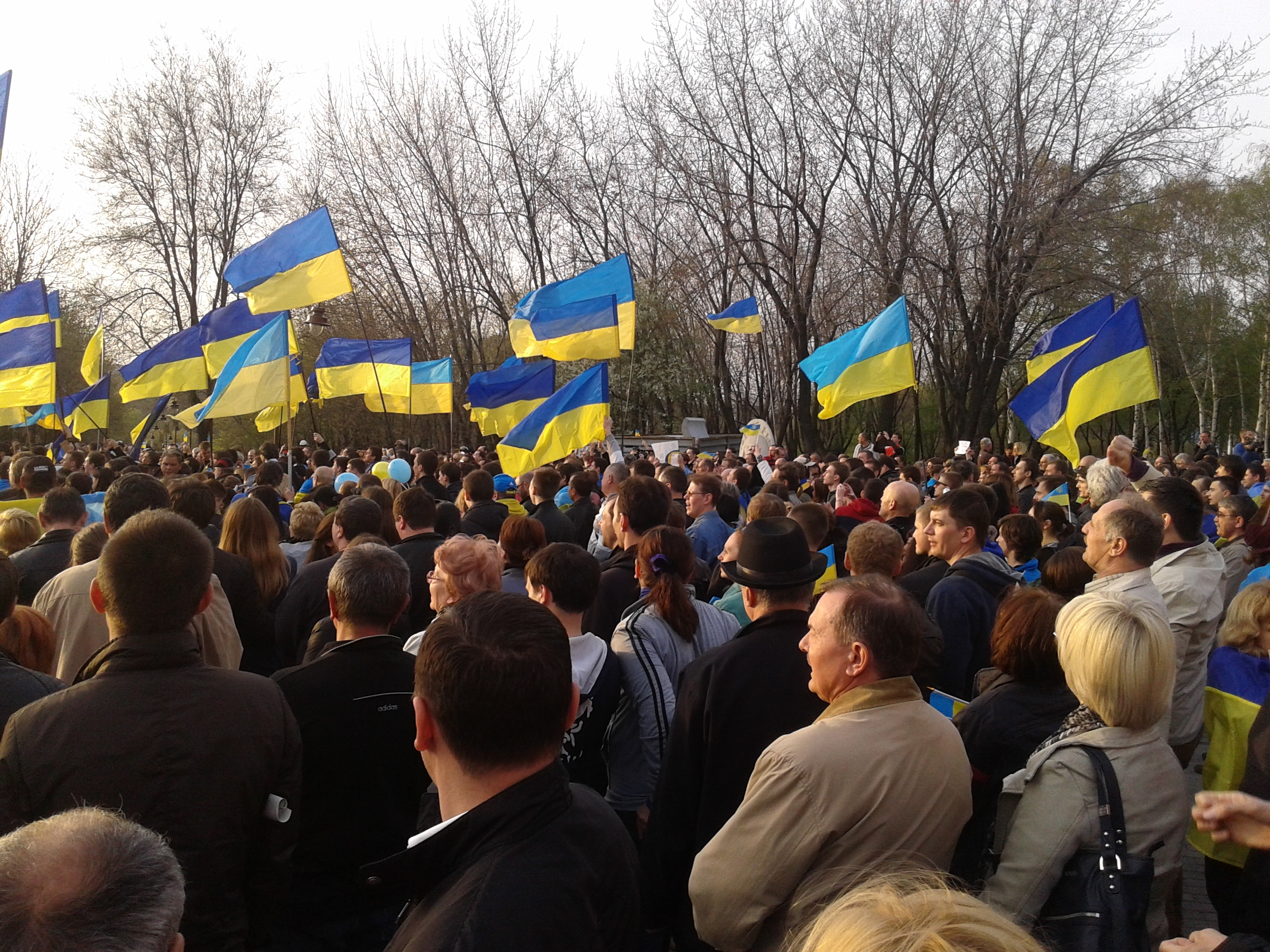
ドネツィクでのウクライナ統一国家を支持するデモ。2014年4月17日
- オデッサの「ロシア大統領プーチンによるウクライナでの占領行動」に対する抗議集会。2014年3月2日
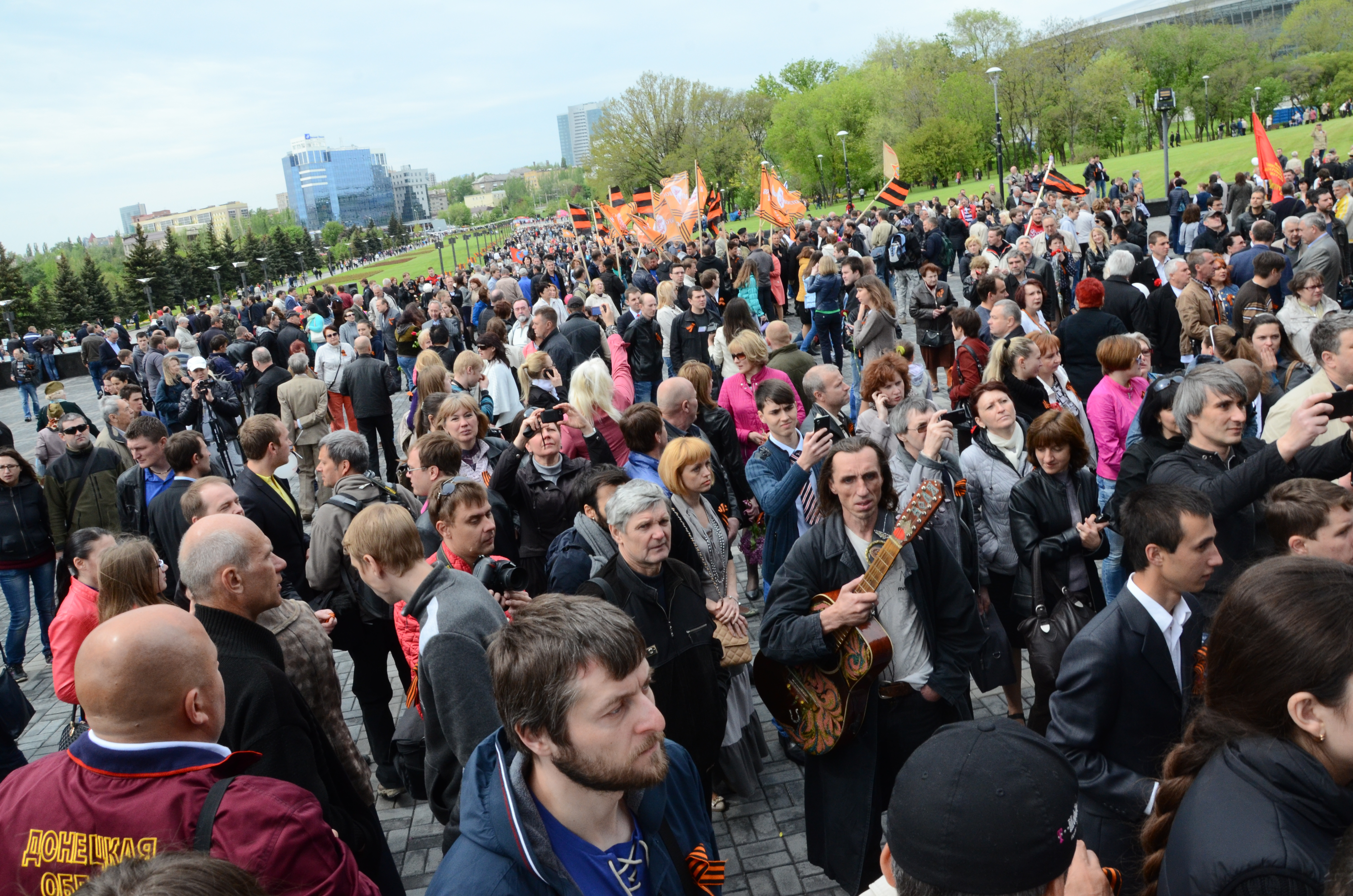
戦勝記念日にドネツィクで、愛国の象徴として親露派が用いるセント・ジョージ・リボンを手にした人々。2014年5月9日
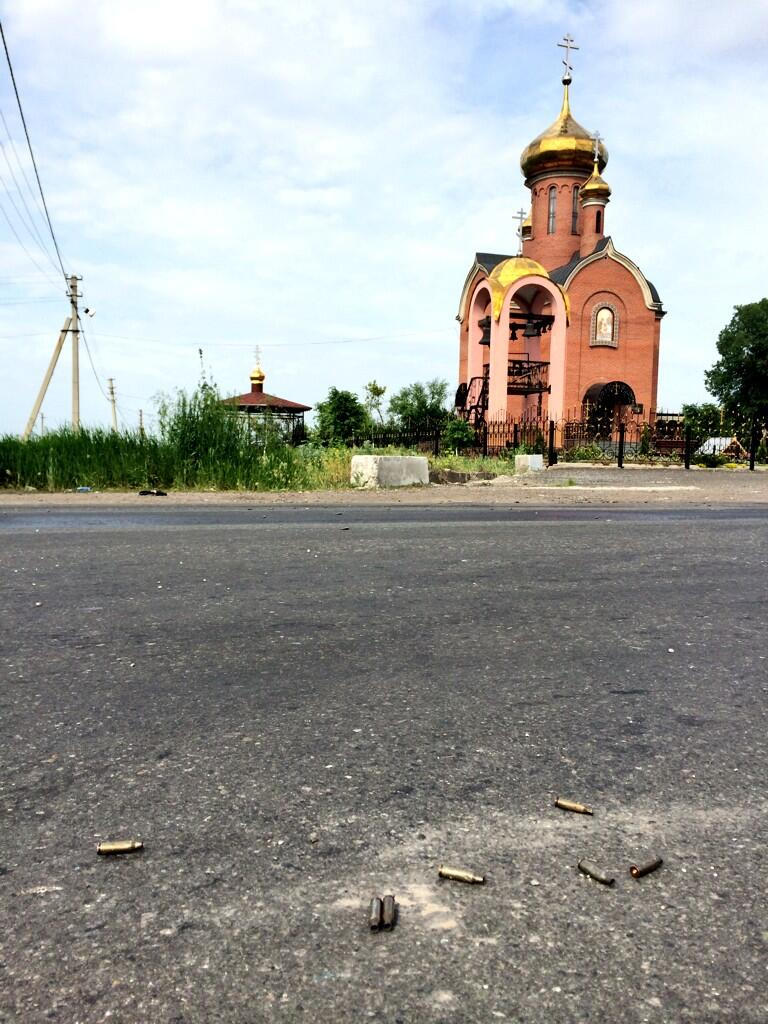
ドネツィク州カルリフカの聖エピファニー教会。路上にはウクライナ軍と分離主義が戦った時の銃弾。2014年5月23日
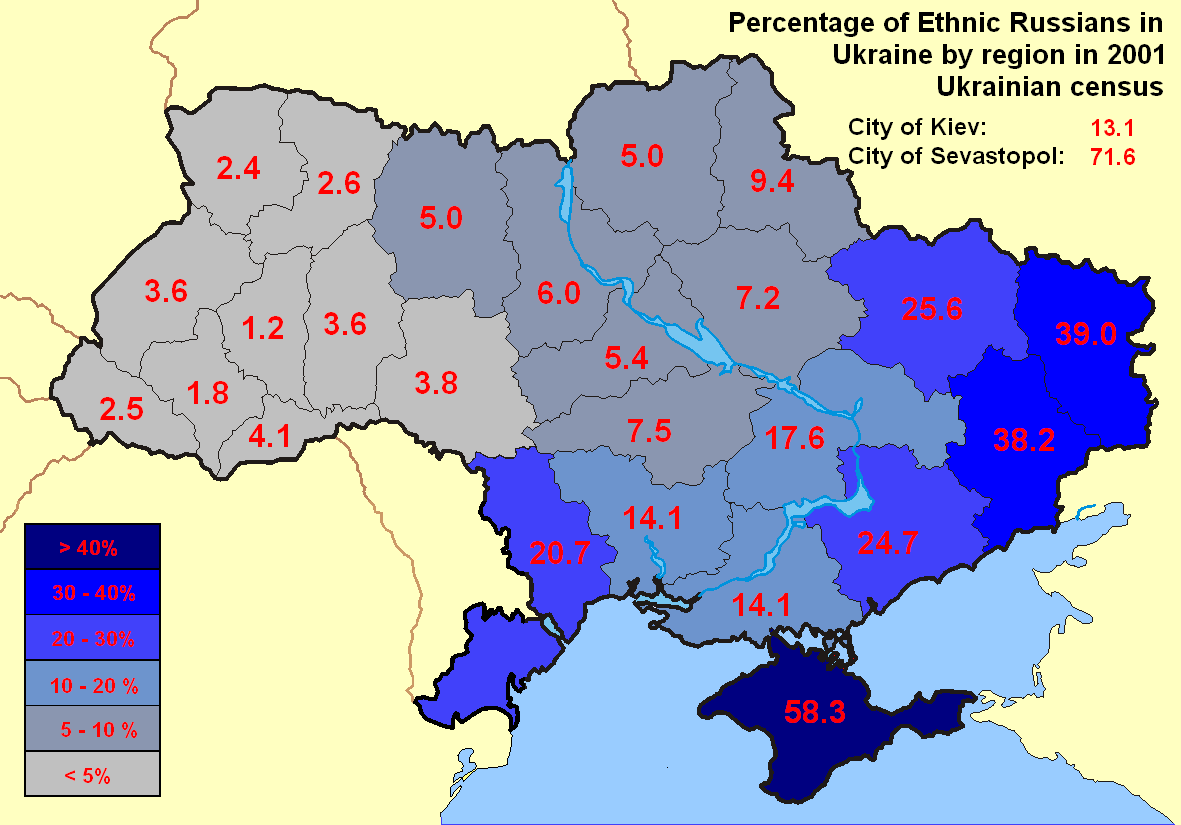
2001年のウクライナにおける主要なロシア人居住地域
2001年調査による、母国語がロシア語という人達の割合
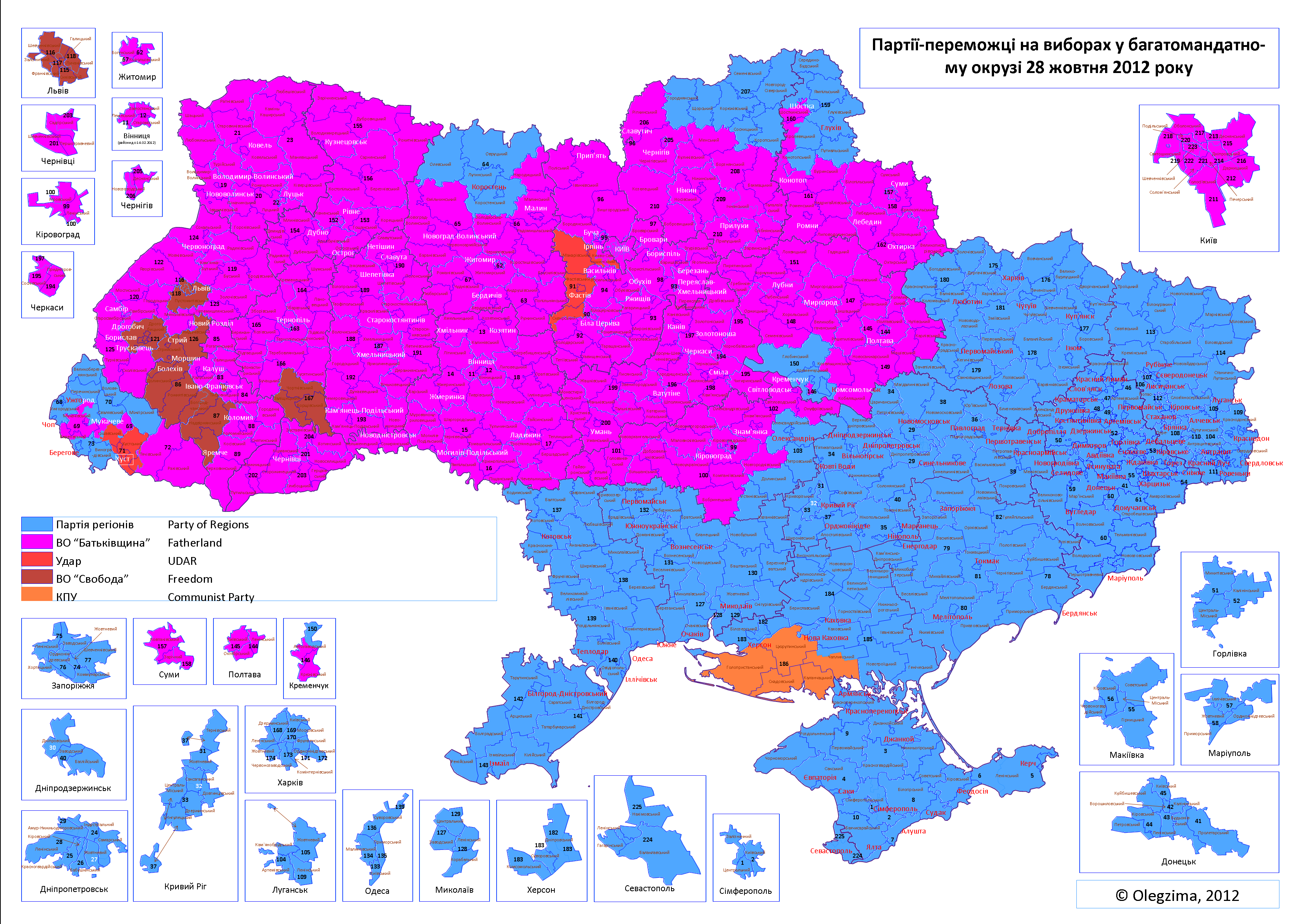
2012年議会選挙の結果。青がヤヌコビッチ率いる地域党
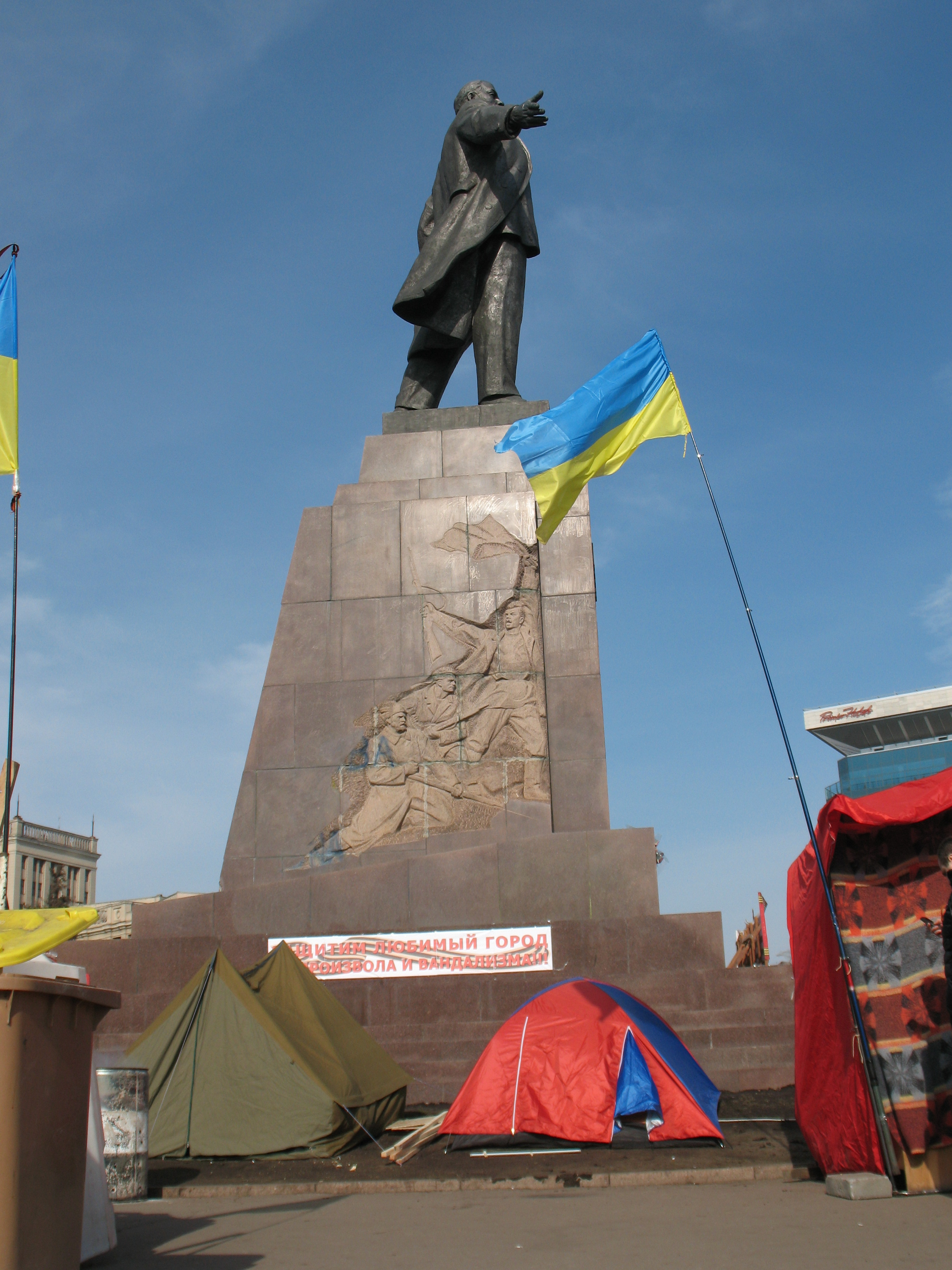
ハルキウの自由広場に集まる親ウクライナ派
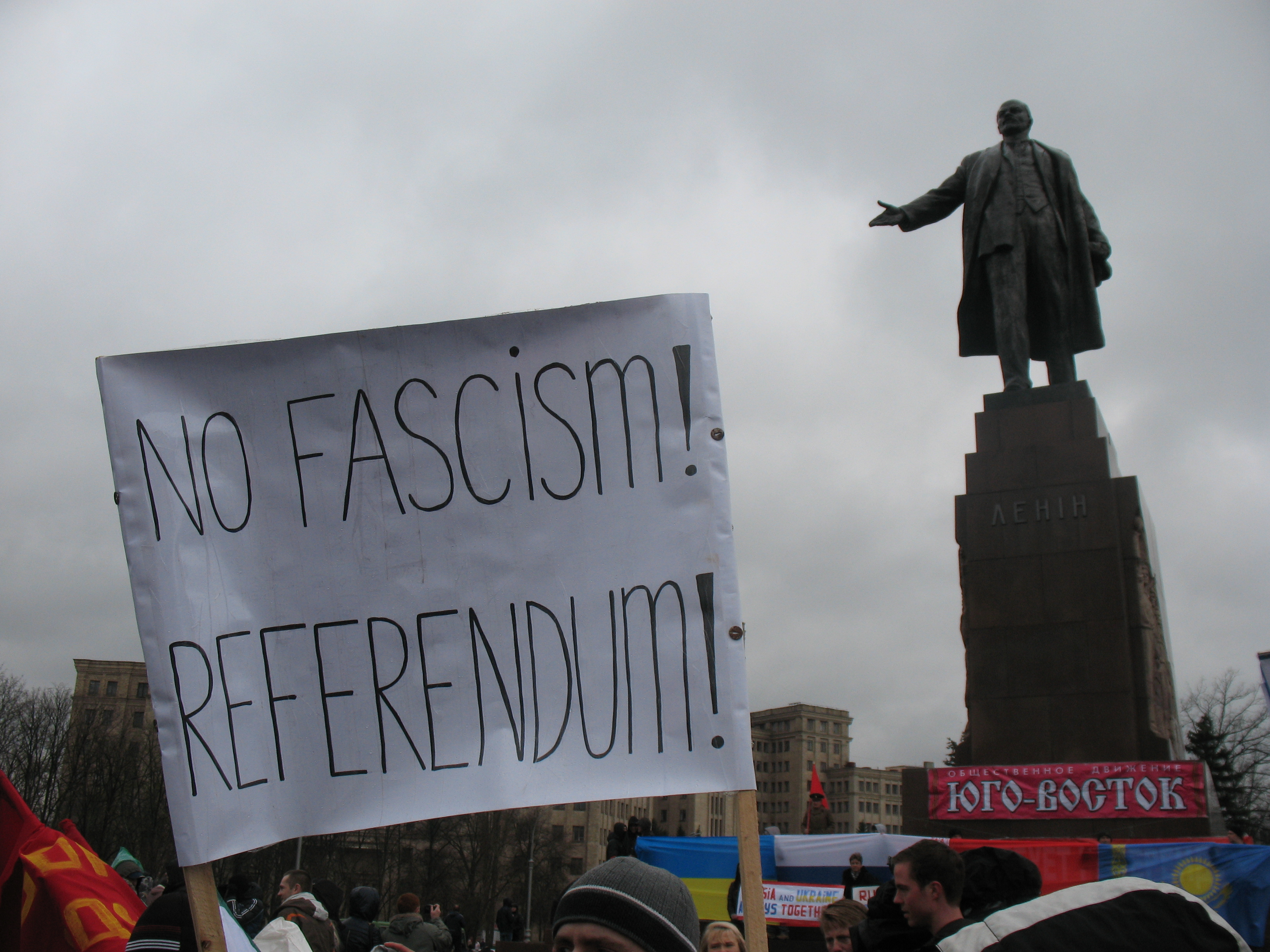
ハルキウの自由広場での集会にて掲げられた反政府の標語
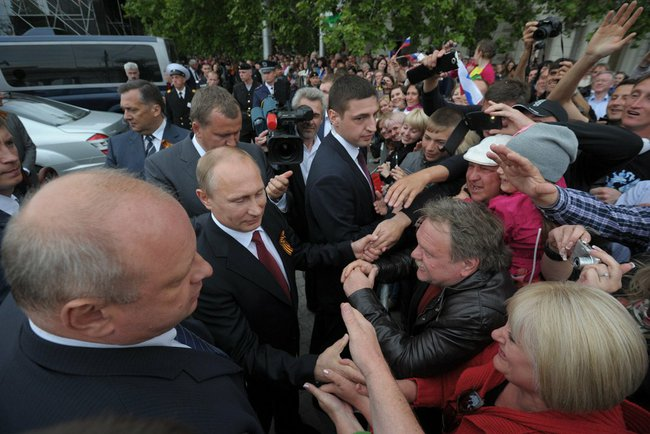
ロシアのプーチン大統領が併合後のクリミアを初めて歴訪。2014年5月9日
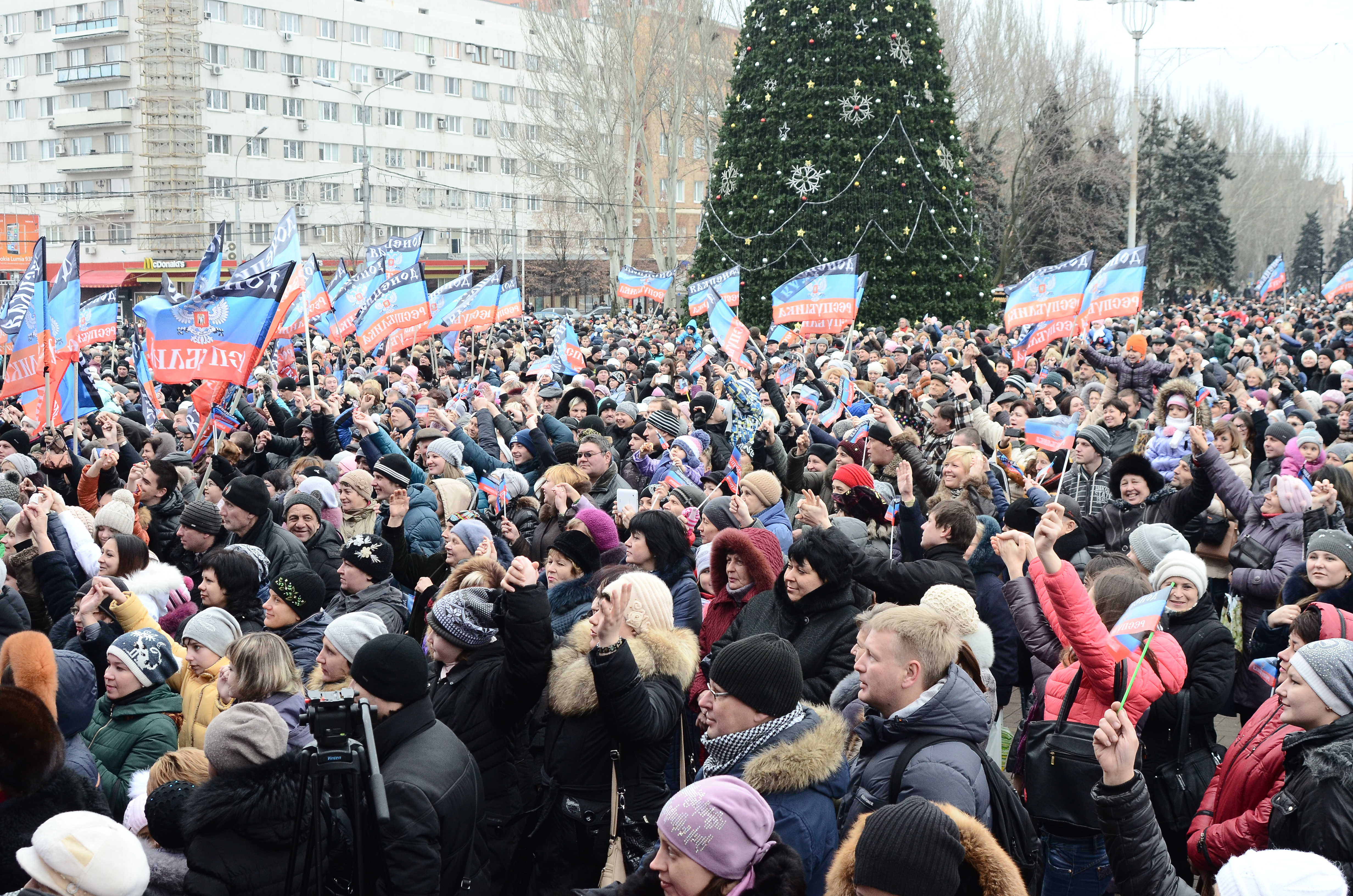
ドネツィクでの親ロシア派集会。2014年12月20日